# Histoire de Lévis
 (janvier 2023).
Si vous disposez d'ouvrages ou d'articles de référence ou si vous connaissez des sites web de qualité traitant du thème abordé ici, merci de compléter l'article en donnant les références utiles à sa vérifiabilité et en les liant à la section « Notes et références ».
 (janvier 2023).
- Si vous ne connaissez pas le sujet, laissez ce bandeau (vous pouvez alors contacter les auteurs).
- Si vous supprimez le contenu mis en cause (vous pouvez préalablement contacter les auteurs),

argumentez précisément cette suppression dans la page de discussion
(un manque de référence n'est pas un argument ; une recherche réelle de référence doit avoir été effectuée, être formellement documentée).
Cet article présente une chronologie de l'histoire de la rive sud de Québec depuis 1613.
Elle présente les événements majeurs de l'histoire de la Rive-Sud de Québec qui se sont produits entre le XVIIe et le XXIe siècle. Sans oublier l'histoire des anciennes villes qui composent le « nouveau Lévis » depuis 2002. Les faits marquants sont présentés uniquement à titre indicatif. Le secteur sud-est de Lévis (anciennement la côte de Lauzon de la Pointe-Lévy (1636-1694) et le village de Saint-Joseph-de-la-Pointe-Lévy (1694-1867) dans le secteur Lauzon est privilégié, car c'est le lieu de naissance de la seigneurie de Lauzon. Cette seigneurie fut la première fondée devant Québec et elle fut en fonction de 1636 à 1836. 
Les dimensions territoriales actuelles de Lévis correspondent presque à celles de l'ancienne seigneurie. Le développement rapide sur le plan économique a permis la fondation de Lévis, la première ville fondée au sud de Québec en 1861, ainsi que la fondation des municipalités environnantes qui composent la nouvelle ville depuis les fusions municipales de 1989, 1990 et 2002. Le tout est présenté en complément à l'article principal sur Lévis.

## Introduction
Lévis est une ville du Québec qui possède une histoire complexe caractérisée par des changements toponymiques, des changements territoriaux et des fusions municipales entre le XVIIe siècle et le XXIe siècle. Pour comprendre la naissance de la ville de Lévis, il faut remonter aux origines du peuplement de la Rive-Sud de Québec sous le régime français. Les périodes importantes de l'histoire se situent entre la colonisation de la seigneurie de Lauzon en 1647 jusqu'à la fondation de la ville en 1861.

### La seigneurie de Lauzon
Au milieu du XIXe siècle, la seigneurie de Lauzon sera scindée (à la suite de la faillite de John Abbott-Caldwell) pour former plusieurs villages qui deviendront des municipalités et des villes. Parmi les plus importantes villes de la Rive-Sud, il y a notamment Lévis (1861) et Lauzon (1910). Sans oublier les municipalités de paroisse voisines de Saint-Romuald de l'Etchemin (1855) et Saint-David de l'Auberivière (1876) qui deviendront des villes au XXe siècle.
Saint-Joseph-de-la-Pointe-Lévy (ou Saint-Joseph-de-Lévis) est la première municipalité-paroisse de la rive sud de Québec fondée en 1694. Elle deviendra le village de Lauzon en 1867 et la ville de Lauzon en 1910. Lauzon deviendra une Cité dans les années 1950 et redeviendra une ville au début des années 1980. La ville de Lévis est née à l'ouest de la future ville de Lauzon, le 18 mai 1861, sous l'initiative de Joseph-David Déziel. Elle s'est constituée par le regroupement de la municipalité de Notre-Dame-de-la-Victoire et la Ville d'Aubigny. Sa dénomination municipale rappelle d'abord Henri de Lévis duc de Ventadour ainsi que le chevalier François Gaston de Lévis. À partir de 1888, le nom Lévis rappelle donc à la fois le duc et le chevalier (1719-1787), héros de la Bataille de Sainte-Foy (1760). La municipalité de village de Bienville eut une existence éphémère et exista de 1863 à 1924 : elle fut annexée en partie à Lévis et en partie à Lauzon.
L'expansion territoriale de la Rive-Sud est due à son développement économique (commerce du bois, chemin de fer et construction navale) et à la naissance de plusieurs municipalités et villes qui ont fusionné par la suite, entre le milieu du XIXe siècle et le début du XXIe siècle, pour former le nouveau Lévis, une ville de plus de 125 000 habitants.

### Les fusions municipales
La première phase des fusions municipales modernes à Lévis eut lieu avec les villes de Lauzon en 1989 et Saint-David de l'Auberivière en 1990. Ce fut l'initiative du maire de l'époque, M. Vincent-F. Chagnon. La nouvelle ville porta le nom Ville de Lévis-Lauzon jusqu'en 1991 où un référendum eut lieu. Le nom Lévis fut conservé par les citoyens et officialisé, le 22 février de cette même année, par le ministère des Affaires municipales du Québec.
La seconde phase des fusions municipales eut lieu le 1er janvier 2002. Dix villes furent fusionnées par le gouvernement provincial pour former la nouvelle ville de Lévis. Il s'agit des anciennes villes et municipalités de Saint-Romuald, Saint-Nicolas, Charny, Saint-Jean-Chrysostome, Sainte-Hélène-de-Breakeyville, Saint-Étienne-de-Lauzon, Saint-Rédempteur, Pintendre et Saint-Joseph-de-Lévis (anciennement Saint-Joseph-de-la-Pointe-Lévy).
La ville actuelle est divisée en trois arrondissements : Desjardins, Chaudière-Ouest et Chaudière-Est. Elle regroupe toutes les villes situées entre la municipalité de Saint-Étienne-de-Beaumont et l'ancienne ville de Saint-Nicolas, incluant l'ancienne ville de Saint-Jean-Chrysostome au sud.
Le nouvel Hôtel de ville de Lévis est situé au 2175, chemin du Fleuve, dans l'ancien Hôtel de ville de Saint-Romuald.

## XVIIesiècle: la seigneurie de Lauzon
En 1613, Champlain fit une exploration de la rive sud de Québec dans le secteur de la rivière des Etchemins. C'est à cet endroit qu'il fit la connaissance d’Amérindiens de la nation des Etchemins. Ils appartenaient à la même famille que ceux qu’il avait rencontrés précédemment à Tadoussac vers 1603 et à son établissement de l’île Sainte-Croix (Acadie) en 1604. Cela facilita les échanges. À l'ouest, des Abénaquis installaient des campements, près des berges de la rivière Chaudière et dans les secteurs qui deviendront plus tard les municipalités de Saint-Nicolas et Saint-Romuald. En 1628, il envoya une expédition sur la rive-sud qui ne fut pas concluante.
Le Cap de Lévy, très ancien toponyme, désignait une pointe rocheuse située au sud-est de la ville de Québec. Ce cap ou « pointe rocheuse » était constituée de deux petites buttes séparées par un creux et qui s'avançaient dans le fleuve Saint-Laurent. Il s'agit du secteur de la grève Jolliet. Samuel de Champlain signala pour la première fois le « cap de Levy » lorsqu'il rapporta l'arrivée de David Kirke (Kertk) et ses frères (Lewis, Thomas, John et James) devant Québec en 1629. Champlain avait choisi le nom Lévy en l'honneur d'Henri de Lévis (ou Lévy en vieux français), duc de Ventadour et vice-roi de la Nouvelle-France de 1625 à 1627. La maison de Lévy tire son origine du village de Lévis-Saint-Nom, dans l'Île-de-France. En 1632, il indiquera sur une seconde carte le cap constitué de deux buttes rocheuses portant le nom Cap-de-Lévy. Le secteur des buttes rocheuses fut cédé au chantier maritime Davie au milieu des années 1980 pour la construction de deux entrepôts. Ils furent récemment démontés. Cependant, on ne peut y accéder, car le secteur est clôturé. Une des deux buttes rocheuses subsiste de nos jours et elle est située à l'entrée de la grève Jolliet, tandis que la seconde butte rocheuse, située à l'ouest, fut partiellement rasée pour faciliter l'aménagement du chantier Davie dans les années 1940-1950. Cap-de-Lévy deviendra par la suite Pointe-Lévy dès la fondation de la seigneurie de Lauzon. L'ingénieur Jean Bourdon l'indiquera dans le plan des établissements de la Nouvelle-France vers 1641. Cependant, c'est à partir de 1648 que cette appellation semble s'appliquer à toute la Rive-Sud du Saint-Laurent (devant Québec), qui fut parfois dénommée Pointe Lévi Est, Point Lévi ou Pointe-Lévis sur des anciennes cartes datées du milieu du XIXe siècle. Une carte produite en 1688 par Robert de Villeneuve indique très bien la Pointe-de-Lévy de la côte de Lauzon (« Coste de Lauzon » en vieux français). Le toponyme Côte de Lauzon fut aussi utilisé pour indiquer le premier lieu d'habitation de la seigneurie de Lauzon. Sur une carte de Thomas Jefferys datée de l'année 1759, il est inscrit Pointe-Lévy ou Cap Lauzon. Officiellement, le toponyme Pointe-de-Lévy fut retenu pour identifier cette partie habitée de la côte de Lauzon qui deviendra un village. Entre 1629 et 1647, le territoire sera occupé uniquement par des peuplades amérindiennes, notamment les Iroquois, les Abénaquis (ou Abénakis), les Malécites et les Hurons. Des Malécites habitèrent à la Grève Jolliet de Lauzon jusqu'aux années 1920 et possiblement les années 1930 lors de la saison de chasse et de pêche. Ils y établissaient des campements traditionnels. Aucun colon français ne put s'installer à la seigneurie de Lauzon avant 1647, car ceux qui s'y aventuraient se faisaient massacrer par les Iroquois. Le territoire était très hostile pour les Français en raison du boisement dense qui permettait aux Iroquois d'effectuer des attaques rapides et camouflées.
À l'automne de 1633, le jésuite Paul Le Jeune part en mission sur la Rive-Sud du fleuve Saint-Laurent, pour comprendre les mœurs amérindiennes et y établir les premiers contacts. Il sera hébergé par des Amérindiens et il sera de retour à Québec au printemps de l'année 1634. Il fut le premier missionnaire jésuite et le premier Européen qui séjourna sur la Rive-Sud de Québec, pendant tout un hiver, quelques années avant la naissance de la seigneurie de Lauzon et l'arrivée de Guillaume Couture (premier colon de la seigneurie de Lauzon).
La seigneurie de Lauzon mesurait 6 lieues de littoral (18,6 milles ou 34,4 km), c'est-à-dire 3 lieues en amont par trois lieues en aval de l'embouchure de la rivière Chaudière et par six lieues de profondeur. Au départ, la seigneurie de Lauzon appartenait à Jean de Lauzon (Lauson en vieux français), conseiller au parlement de Paris, premier directeur de la Compagnie des Cent-Associés et futur gouverneur de la Nouvelle-France de 1651 à 1656. Cependant, on rapporte que Lauzon a usé de subterfuges pour obtenir la seigneurie en se servant de Simon Le Maître en guise de prête-nom. Celui-ci se porta acquéreur des titres seigneuriaux qu'il remettra à Lauzon onze jours après les avoir achetés. Simon Le Maître, noble, associé de la compagnie de la Nouvelle-France (La Compagnie des Cent Associés) et conseiller du roi Louis XIII, devient donc propriétaire (par acte de concession) de la seigneurie de Lauson (Lauzon), le 15 janvier 1636. Il fut propriétaire temporaire de cette seigneurie de pendant 11 jours. Il n'a jamais eu l'intention de s'installer en Nouvelle-France, ni d'y envoyer des colons. Le tout sera officialisé le 29 janvier, dans un acte signé devant les notaires Huguenier et Huart de Paris. Jean de Lauzon s'occupa très peu de ses concessions en Nouvelle-France et le territoire restera vierge jusqu'en 1647. La seigneurie de Lauzon disparue en 1836 lors de la faillite de John Abbott.

### 1647: Guillaume Couture
Guillaume Couture fut un coureur des bois exceptionnel et un interprète auprès des tribus amérindiennes (notamment les Hurons et les Iroquois). En 1645, il fut un des responsables du premier traité de paix entre les Français et les Iroquois. Le gouverneur Charles Jacques Huault de Montmagny le récompensa et il lui donna une terre à la Pointe-Lévy. Couture fit son arrivée en canot d'écorce au « trou Jolliet » (aujourd'hui Grève Jolliet)le 15 mai 1647. Il est le premier colon français qui s'installa à la seigneurie de Lauzon. Avant 1647, la colonisation de la Rive-Sud de Québec était impossible, car le territoire était dominé par les Iroquois. Aucun Français ne pouvait y survivre, sauf Guillaume Couture, car il avait une très bonne réputation. Il était aussi interprète et un coureur des bois respecté des tribus amérindiennes (Hurons, Abénaquis et Iroquois), surtout à la suite de son martyre perpétré par les Iroquois en 1642. François Bissot (ou Byssot), Sieur de la Rivière et bourgeois de Québec, lui offrit 200 livres pour un petit corps de logis. L'accord sera signé devant des témoins. La terre de Guillaume aura une superficie de 200 arpents, dont 5 arpents de front (devant le fleuve Saint-Laurent) sur 40 arpents de profondeur dans les terres (comme son voisin François Bissot). Onze autres familles souches s'installeront par la suite à la Pointe-Lévy au milieu du XVIIe siècle. Il s'agit des Miville, Guay, Cadoret, Duguy, Bégin, Hallé (Hallay), Poiré, Brulotte (Brulot), Carrier, Lecours et Samson (1647-1669). Guillaume Couture fit la gestion de la Pointe-Lévy et il occupa diverses fonctions jusqu'à sa mort en 1701.
Le 12 avril 1648 est célébrée la première messe à la seigneurie de Lauzon (Pointe-Lévy) pour la Pâques. Le père jésuite Pierre Bailloquet célèbre la messe dans la maison de Guillaume Couture. La localisation approximative de sa maison se situe entre l'école Saint-Joseph et l'église Saint-Joseph, près de l'entrée de la rue Saint-Narcisse.
En considération de l'amitié que la famille Lauson (Lauzon) portait aux jésuites, le gouverneur Charles Jacques Huault de Montmagny offrit deux arpents de terre par vingt arpents de profondeur le 1er août 1648, situés de chaque côté de la maison. C'est la création de « la Cabane des Pères » située près de la grève Jolliet. Il s'agissait d'une petite habitation qui leur servait à la fois de pied-à-terre pour leurs missions d’évangélisation à travers le territoire de la seigneurie de Lauzon et d’abri avant la traversée du fleuve pour retourner à Québec. La distance était courte. 
Le 25 octobre 1648, François Bissot épousa à Québec Marie Couillard (cinquième enfant de Guillaume Couillard et de Guillemette Hébert et petite-fille de Louis Hébert) et ils s'installèrent à la Pointe-Lévy en cette même année. Ils furent les premiers voisins de Guillaume Couture. Le 18 novembre, Guillaume Couture épousa dans sa maison Anne Aymard (1627-1700) originaire de Niort dans le Poitou. Le mariage fut célébré par l'abbé Jean Le Sueur, chapelain des religieuses hospitalières de Québec.
Le 21 janvier 1650, Jean de Lauzon concède aux jésuites un arrière-fief, mesurant 5 arpents de front, qui possède une superficie de 200 arpents. Cet arrière-fief sera nommé Notre-Dame-de-la-Victoire. L'année suivante, il donne la seigneurie de Lauzon à son fils Jean et Eustache Lambert installe un établissement de pêche à l'ouest de la seigneurie.
Le 15 décembre 1652, Jean de Lauzon concède une terre à Eustache Lambert. Il était un donné des jésuites et le premier commandant d’un corps de milice de la Nouvelle-France. Le 2 juillet 1653, il obtint le commandement du camp volant et partit avec une cinquantaine d'hommes en direction de Trois-Rivières où 500 Iroquois menaçaient la petite ville. Sa concession mesurait 8 arpents de front par 40 arpents de profondeur. Selon l'historien Marcel Trudel, l'acte de concession situe vaguement cette acquisition entre la rivière Chaudière et la rivière Etchemin dans le secteur de Saint-Romuald.
Le 4 janvier 1653, Louis d'Ailleboust de Coulonge, gouverneur de la Nouvelle-France de 1648 à 1651 (gouverneur actif de 1657 à 1658), reçoit une concession à la seigneurie de Lauzon. Cette concession mesure 5 arpents de front par 40 arpents de profondeur. Le 3 novembre, Charles de Lauzon de Charney (Charny) (gouverneur de la Nouvelle-France en 1656-1657), reçoit un arrière-fief concédé par son frère Jean. Cette concession mesure 7 arpents de front par 40 arpents de profondeur. Elle deviendra la future ville de Charny en 1965. Le 15 novembre, la concession de l'arrière-fief Notre-Dame-des-Victoires des jésuites sera augmentée par 7 arpents de front sur 40 arpents de profondeur.
Jean de Lauzon fils concède le 4 mai 1654 aux Ursulines une terre qui mesure 8 arpents de front par 40 arpents de profondeur.
En 1655 est construit le premier moulin de la Pointe-Lévy par François Bissot. Le moulin était sur un grand bassin situé sur le terrain de l'actuelle cour de l'École primaire Saint-Joseph. Il n'en reste plus aucune trace.
Le 30 mars, Jean de Lauzon fils concède un arrière-fief à Jean Bourdon (ingénieur-arpenteur, cartographe, seigneur du fief Saint-Jean et procureur général du Conseil Souverain.). Sa concession mesure 7 arpents de front par 40 arpents de profondeur). Jean Bourdon cédera sa concession aux Ursulines de Québec en 1660.
Le 26 juin 1657, l'arrière-fief prend le nom d'arrière-fief de l'Hôtel-Dieu-de-Québec.  Le 28 mai 1658, l'arrière-fief Saint-Villemay de Louis d'Ailleboust de Coulonge sera augmenté par 5 arpents de front sur 40 arpents de profondeur et le 29, l'arrière-fief de Jean Bourdon sera augmenté par 2 arpents de front et la profondeur sera augmentée à 160 arpents.
La paroisse de Saint-Nicolas semble apparaître comme mission abénaquise signalée sous le nom Villieu dans le Plan général des missions du Canada préparé par Saint-Vallier en 1660. Le 12 octobre, Jean Bourdon donne son arrière-fief à sa fille Anne Bourdon, ainsi qu'aux Ursulines de Québec qui vont le nommer Sainte-Anne. Il est situé dans le secteur Lauzon.
Le 5 janvier 1665, Jean de Lauzon fils concède une concession de 12 arpents de front par 40 arpents de profondeur à François de Montmorency-Laval. Le nom de l'arrière-fief sera nommé Saint-Nicolas. Jean de Lauzon meurt le 16 février 1666. Il était le premier propriétaire de la seigneurie de Lauzon. Son fils Jean de Lauzon obtient officiellement la seigneurie à titre d'héritage.
La première tannerie de la Pointe-Lévy est construite en 1668 par François Bissot (Byssot). Le 19 mars 1672, Jean-Baptiste Halay (l'ancêtre des Hallé au Québec) fut inhumé au cimetière de la « Coste » (côte) de Lauzon. Il serait mort subitement, à l'âge de 65 ans, dans la forêt de sa terre. L'abbé Thomas-Joseph Morel (1637-1687), missionnaire, officia les obsèques à Pointe-Lévy.
Le premier cimetière de Pointe-Lévy était situé autour de l'actuelle église Saint-Joseph. Le cimetière occupait alors les terrains situés derrière et du côté nord de l'église elle-même, et fut le lieu de sépulture de près de 16 000 défunts pendant plus de 200 ans. De nombreux Amérindiens convertis y ont été inhumés, notamment des Malécites (ou Etchemins), Abénaquis, Micmacs, Montagnais et Iroquois. La crypte de l'église servait à l'inhumation des curés, des notables et des bourgeois de l'époque.
En 1673, la Côte de Lauzon reçoit le nom Saint-Joseph de la Pointe-de-Lévy, célébration de la première messe du dimanche et vente de l'arrière-fief Saint-Villemay. Guillaume Couture est nommé juge sénéchal. Il demande à Henri de Bernières, premier curé de Québec et grand vicaire du diocèse de Québec, d'assurer une célébration tous les dimanches et les jours de fête à la « cabane des pères » de Pointe-Lévy. Grâce à son initiative, il fait la demande en cette même année pour obtenir le premier curé de la Saint-Joseph-de-la-Pointe-Lévy. L'abbé Philippe Boucher. Le 15 octobre, l'arrière-fief Saint-Villemay est vendu par Charles d'Ailleboust et Catherine Legardeur à l'Hôtel-Dieu de Québec.
Une petite chapelle en pierre est construite en 1675. Elle mesurait 40 par 30 pieds et était située sur un lopin de terre donné par Guillaume Couture et François Bissot. La chapelle devient une église lorsqu'elle est agrandie en 1721 et malheureusement incendiée en 1830. L'église actuelle est construite entre 1830 et 1832. En 1950, on procède à un agrandissement par la nef. La petite église ne convenait plus, car la paroisse eut une hausse de paroissiens causée notamment par l'arrivée massive de nouveaux employés au chantier maritime Davie.
Le 20 janvier 1676, l'arrière-fief Notre-Dame-des-Victoires des jésuites est augmenté par 11 arpents de front sur 40 arpents de profondeur.
La mission Saint-Joseph-de-la-Pointe-Lévy est fondée en 1679. C'est l'ouverture des registres de la mission Saint-Joseph-de-la-Pointe-à-Lévy. La mission Saint-François-de-Sales est, quant-à-elle, fondée en 1683 (1683-1705). Les premiers colons arrivent à Saint-Nicolas. Ils proviennent de la rive-nord, précisément de Saint-Augustin-de-Desmaures, la région de Portneuf et Sainte-Foy.
Guillaume Couture, capitaine de la milice de la Pointe-Lévy, repousse les troupes de l'amiral William Phips à la Pointe-Lévy (secteur Lauzon), lors de la première tentative d'invasion de Québec du 16 au 24 octobre. Couture avait 72 ans.
De 1647 à 1690, les offices religieux étaient célébrés par des pères Jésuites. Guillaume Couture fait la demande auprès du diocèse de Québec pour obtenir le premier curé de Saint-Joseph-de-la-Pointe-Lévy (qui deviendra officiellement une paroisse en 1694). L'abbé Philippe Boucher est nommé curé jusqu'en 1721, année de son décès.
À Saint-Nicolas, on commence la construction d'une chapelle et du premier moulin de Saint-Nicolas à l'anse aux Hirondelles. En 1694 est fondée la première paroisse à la Pointe-Lévy qui est nommée Saint-Nicolas.
Le 18 septembre 1694, Jean-Baptiste de La Croix de Chevrières de Saint-Vallier, deuxième évêque de Québec, érigea canoniquement la paroisse Pointe-de-Lévy sous le vocable de Saint-Joseph. Son territoire couvre une grande partie de la seigneurie de Lauzon. Le premier curé, l'abbé Philippe Boucher était arrivé en 1690 à la Pointe-Lévy.
À l'occasion de son érection canonique et à la demande de Claude de Bermen de La Martinière (1636-1719), membre du Conseil souverain et administrateur de la seigneurie de Lauzon de 1668 à 1681. Il désirait enchâsser dans le paysage de la Nouvelle-France l'appellation de sa paroisse d'origine, Saint-Nicolas-de-la-Ferté du petit pays de Thymerais ou Thimerais (pays du Perche, aujourd'hui Eure-et-Loir), dans le diocèse de Chartres en Normandie. L'endroit évoque probablement aussi le célèbre saint Nicolas, évêque du IVe siècle, dont la fête est célébrée le 6 décembre et qui apporte aux petits enfants, cadeaux et jouets au temps des Fêtes. Le premier curé résidant sera nommé et on procéda à l'ouverture des registres de la paroisse.
Le seigneur Thomas Bertrand vend la seigneurie de Lauzon en 1699. Le 14 octobre 1699, Thomas Bertrand vend la seigneurie de Lauzon à François-Madeleine Ruette d'Auteuil et de Monceaux au nom de Georges Régnard Duplessis. Il sera seigneur de la seigneurie de Lauzon jusqu'en 1714.
Selon les registres de l'Hôtel-Dieu de Québec, il est décédé le 4 avril à l'âge de 83 ans. Certains historiens croyaient que Guillaume Couture était probablement mort de la petite vérole à l'hiver de 1701, car une épidémie terrible eut lieu dans la région de Québec. Cependant, il est décédé d'un grosse grippe et on croyait que c'était une autre épidémie. On ne connaît pas l'emplacement de sa sépulture, car cette information est manquante dans les registres de la paroisse. Seul le registre de l'Hôtel-Dieu de Québec confirme son décès. Certains historiens croient qu'il serait enterré possiblement dans une fosse commune à Québec (possiblement le cimetière des picotés) ou dans le cimetière l'Hôtel-Dieu de Québec. Il est fort probable qu'il fut enterré dans ce cimetière, car son voisin François Bissot y fut enterré en 1673. L'épouse de Couture, Anne Aymard (Esmard), née à Niort (dans le Poitou) en 1627, l'avait précédé de peu. Elle est décédée le 15 janvier 1700. Étonnamment, son décès est inscrit dans les registres de la paroisse et elle fut inhumée au cimetière de la Pointe-Lévy. Son corps fut peut-être transféré dans l'actuel cimetière en 1874-1875. On ne connaît pas l'emplacement de sa sépulture, mais il se pourrait qu'elle fut enterrée dans la crypte de l'église Saint-Joseph. Une hypothèse suppose que les restes de Guillaume Couture et Anne Aymard pourraient se trouver à cet endroit. Aucun archéologue n'a fouillé ce dossier. René Lévesque (archéologue) avait l'intention de trouver la sépulture du premier colon de la Pointe-Lévy, mais il est décédé le 10 février 2007, sans avoir pu découvrir, dans un premier temps, le tombeau de Samuel de Champlain.
Le chemin du roi est tracé en1713 sur une lieue d'étendue entre et la Pointe de Lévy et le chemin de Montapeine (secteur seigneurie de Vincennes), le chemin du roi devait avoir une largeur de 20 pieds. Ce nouveau chemin remplace le chemin de la grève Jolliet. Une partie de ce tracé correspond à l'actuelle rue Saint-Joseph.
Le 28 mars 1714, la seigneurie de Lauzon est vendue par Georges Régnard Duplessis à Étienne Charest et son épouse Catherine Trottier Desaulniers.
La chapelle Saint-Joseph-de-la-Pointe-de-Lévy est agrandie en 1721 et la première église de Saint-Nicolas construite. La population augmente à Saint-Joseph-de-la-Pointe-Lévy et la chapelle sera considérablement agrandie par l'ajout d'une abside circulaire. Elle devient ainsi une église. Elle mesurait 70 x 40 pieds soit 30 x 10 pieds de plus que la chapelle construite en 1675. Cinq statues seront installées dans cinq niches sur le portail. Un clocher sera construit pour y ajouter une cloche. L'intérieur sera mieux aménagé et mieux décoré.
La paroisse Saint-Joseph de la Pointe-Lévy est nommée civilement en 1722. Fondée au départ à titre de mission en 1679, la première paroisse fut érigée canoniquement en 1694 et civilement en 1722, Elle reçut le nom de Saint-Joseph, auquel on accole rapidement celui de Pointe-(de-)Lévy, tiré du lieu géographique où elle se situe. Toutefois, certains documents l'identifient sous l'appellation de Saint-Joseph-de-Lauzon dès 1867.
Le 22 janvier 1724, l'Hôtel-Dieu de Québec vend l'arrière-fief Saint-Villemay à Florent de la Cetière (Citière)(1668 - 1728). Il fut soldat de la garnison à Québec en 1695, juge en 1696, cabaretier et notaire royal de 1702 à 1728.
La deuxième église de Saint-Nicolas est inaugurée en 1728 et le 11 septembre 1730, un feu d'artifice a lieu pour souligner un heureux événement, la naissance du fils de Louis XV dit le Bien-Aimé. Le 4 septembre 1729, Marie Leszczyńska, l'épouse du roi, donne naissance à Louis de France qui devient le dauphin de la couronne française. La nouvelle parvient en retard à Québec, soit le 1er avril 1730. Le gouverneur de la Nouvelle-France, Charles de la Boische, marquis de Beauharnois, décide d'organiser des fêtes grandioses. Le feu d'artifice a lieu à Saint-Joseph-de-la-Pointe-Lévy devant le château Saint-Louis. On estime que son emplacement était situé approximativement sur la « butte à Martineau » ou dans le canton Labadie (secteur de l'ancienne côte Labadie). Un texte de l'époque décrit le feu d'artifice comme suit : « Il parut de son centre un flèche, de laquelle partit nombre de fusées de différents goûts. avec un soleil qui monta du bas en haut, et d'autres à tous les coins. Dans les flancs, il y avait un « Vive le Roi », formé par des lumières artificielles qu'on distinguait d'une demi-lieue ». Louis de France n'a jamais accédé au trône car il mourut de la tuberculose en 1765, soit neuf ans avant son père. Le dauphin de France était le père des rois Louis XVI (1754-1793), Louis XVIII (1755-1824) et Charles X (1757-1836).
Le 15 avril 1737, le gouverneur Charles de La Boische, marquis de Beauharnois concède une seigneurie située à l'arrière de la seigneurie à François-Étienne Cugnet (propriétaire des Forges du Saint-Maurice en 1735). Cette concession mesure 3 lieues de front sur la rivière Chaudière par 2 lieues de profondeur. Elle était située au sud de la seigneurie de Lauzon, sur le versant gauche de la rivière Chaudière, en face de la seigneurie de Jolliet. Elle portera le nom de seigneurie de Saint-Étienne.
L'arrière-fief Saint-Nicolas est cédé en 1739 aux jésuites par le Séminaire de Québec en échange de la seigneurie de L'Île-Jésus (aujourd'hui Ville de Laval). Le tout sera cédé par le Séminaire de Québec le 20 octobre 1739.
François-Étienne Cugnet meurt le 9 août 1751 et sa seigneurie sera léguée à ses enfants. Son fils aîné, François-Joseph Cugnet, reçoit (4/8) et les autres enfants auront leur part d'héritage. Baptiste (1/8), Thomas-Marie (1/8), Gilles-Louis (1/8) et Louise(1/8).
François-Joseph Cugnet fils doit rembourser une dette en 1753. Il cède sa part d'héritage ainsi que tous ses droits dans la seigneurie de Saint-Étienne. 
L'abbé Charles-Marie-Madeleine Youville Dufrost est nommé au titre de curé de la paroisse Saint-Joseph-de-la-Pointe-Lévy en 1754. Il nait à Montréal le 18 juillet 1729. Il est le fils de François-Madeleine d’Youville et de Marie-Marguerite Dufrost de Lajemmerais (1701-1771) qui est connue sous le titre de Sainte Marguerite d'Youville. Elle est la fondatrice des Sœurs de la Charité de l’Hôpital Général de Montréal, dites sœurs grises. En 1742, l'abbé Dufrost entreprit ses études au séminaire de Québec et il fut ordonné prêtre le 26 août 1752. Le 15 octobre, il sera nommé curé de la paroisse Saint-Joseph-de-la-Pointe-Lévy pour remplacer l'abbé Louis-Joseph Mercereau. Il sera en poste de 1754 à 1759 et de 1761 à 1774. Il était un grand opposant au gouverneur Murray. L'abbé Charles d'Youville Dufrost est aussi connu comme étant le premier biographe de sa mère.
La mère et les frères de François-Joseph Cugnet (fils) lui cèdent en 1757 les 3/4 de la seigneurie à l'occasion de son mariage avec Marie-Josephte LaFontaine de Belcour. Le tout sera signé le 14 février 1757.
En 1758 a lieu la seule et unique visite pastorale de Henri-Marie Dubreil de Pontbriand, archevêque de Québec, qui eut lieu pendant les cinq années du ministère de l'abbé d'Youville Dufrost à Saint-Joseph-de-la-Pointe-Lévy.

## XVIIIesiècle
La deuxième invasion britannique de la Pointe-Lévy a lieu de juin à septembre 1759 par les troupes du général Monckton. Elle commence sur la Côte-du-Sud au mois de mai. Le 20 mai, le gouverneur Pierre de Rigaud de Vaudreuil ordonne aux capitaines de milice de se tenir prêt et de préparer leurs compagnies pour une attaque imminente des Britanniques. Des enfants âgés de 12 ans jusqu'aux vieillards âgés de 80 ans s'enrôlaient volontairement. Chaque milicien devait apporter des vivres pour six jours. Le 5 juin, Henri-Marie du Breil de Pontbriand ordonne aux curés de suivre les ordres du gouverneur de Vaudreuil et de se réfugier dans les bois avec leurs paroissiens, tout en apportant les biens précieux des églises. Le curé Charles d'Youville Dufrost (fils de Sainte-Marguerite d'Youville) de la Pointe-Lévy se réfugie dans les bois, du côté de Saint-Henri-de-Lévis, avec 287 paroissiens, ainsi que les registres et certains articles liturgiques de sa paroisse.
Le 30 juin 1759 a lieu l'invasion de la Pointe-Lévy par les troupes britanniques du major-général James Wolfe, sous le commandement du général Robert Monckton à l'est de la Pointe-Lévy et du lieutenant-colonel Ralph Burton installé devant Québec.
Les troupes britanniques de Monckton avaient quitté Beaumont le 29 juin en direction de Pointe-Lévy. Ils empruntèrent le chemin du roi (l'actuelle rue Saint-Joseph) pour se rendre au cœur du village de Pointe-Lévy. Le combat débuta au pied du ruisseau qui sépare les premières concessions de Guillaume Couture et de François Bissot. Le ruisseau traversait le chemin royal (la rue Saint-Joseph). Deux officiers écossais furent tués pendant qu'ils puisaient de l'eau dans le ruisseau, lorsque les troupes du 78th Fraser Highlanders firent un arrêt près de l'église. Les tirs cachés des miliciens provenaient de la crête de la falaise rocheuse qui domine le village (derrière l'actuel presbytère et l'actuel couvent Jésus-Marie), du presbytère et de l'église abandonnée. Tous s'étaient retranchés pour attendre l'ennemi au matin du 30 juin.
La brigade de Monckton était composée de 2 092 hommes :
- Le 15e régiment (York, East Riding - Regiment of Foot) dirigé par le major Paulus Æmilius Irving et constitué de 406 soldats.
- Le 43e régiment (Monmouthshire Light Infantry - Regiment of Foot) dirigé par le lieutenant-colonel James et constitué de 321 soldats.
- Le 48e régiment (Northamptonshire - Regiment of Foot) dirigé par le lieutenant-colonel Ralph Burton et constitué de 683 soldats.
- Le 78e régiment ((Fraser's Highlanders) - (Ross-Shire Buffs) Regiment of Foot) dirigé par le lieutenant-colonel Simon Fraser et constitué de 682 montagnards écossais.

Les renforts britanniques arrivèrent vers cinq ou six heures du soir. Les troupes du lieutenant-colonel Ralph Burton arrivèrent en renfort vers dix heures du soir, surpris de voir aucune batterie et aucun retranchement dans le village de la Pointe-Lévy.
Étienne Charest (1718-1783) est le huitième seigneur de la seigneurie de Lauzon. Il est le capitaine de la milice locale. Il offre une dure résistance aux troupes de Robert Monckton. Il est assisté de quarante à cinquante miliciens et d'environ 300 Abénaquis et alliés amérindiens. Ce fut une résistance solide contre 2 000 militaires britanniques qui durera un mois. Une nouvelle tentative de reconquête française a lieu en février 1760, avec l'aide du capitaine St-Martin, mais elle échoue. Après la Conquête, le seigneur Charest vend sa seigneurie au général Murray (gouverneur de Québec dès après la Conquête). Il se retire avec sa famille à Loches en France. Il semble qu'Étienne Charest est le seul milicien canadien qui reçoit le titre de chevalier ; cet honneur lui est conféré le 18 janvier 1776 pour services rendus en tant que capitaine de milice de la Pointe-Lévy. Il meurt à Loches le 6 août 1783. Son acte de sépulture le disait « cy devant seigneur de la seigneurie de la pointe de Lévy en Canada, commandant des volontaires canadiens, chevalier de l'ordre royal et militaire de Saint-Louis ».
Trois cents maisons de la Pointe-Lévy sont incendiées par les Britanniques. Le 24 juillet, le curé d'Youville Dufrost est finalement détenu par les troupes du major John Dalling jusqu'en septembre. Le major s'y était rendu pour chercher des ravitaillements et reçut l'ordre de ramener les réfugiés. Pendant ce temps, les registres restent cachés dans un four à chaux, ce qui explique les altérations et les lacunes de cette période. La domination britannique est forte à partir de cette date.
Québec est bombardé à partir des falaises de Pointe-Lévy, notamment par les canons de l'armée du lieutenant-colonel Ralph Burton. La redoute Burton est installée sur l'emplacement de l'actuelle église Notre-Dame du Vieux-Lévis. Plusieurs batteries de canons sont installées sur le bord de la falaise. Des batteries de canons sont aussi installées sur la côte de Lauzon, près de l'église Saint-Joseph, dans le cœur du petit village et à l'entrée de l'ancienne paroisse de Bienville.
Les canons anglais sont  situés sur la falaise du terrain de l'École Marcelle-Mallet (anciennement le Couvent de Lévis). C'est à partir de cet endroit que la Ville de Québec est bombardée pendant 70 jours par George Williamson, commandant de l’artillerie. En 1858, on pouvait encore apercevoir les tranchées anglaises lors de la construction du couvent. La paroisse Saint-Nicolas est occupée par les envahisseurs britanniques qui se sont installés dans l'église. 
Wolfe et Montcalm meurent le 13 septembre 1759. Ils sont tués sur les plaines d'Abraham. Après la bataille, le corps de Wolfe est transporté à Saint-Joseph-de-la-Pointe-Lévy sur la rive-sud de Québec. Son corps est déposé (et non enterré) temporairement dans l'église Saint-Joseph de la Pointe-Lévy (secteur Lauzon à Lévis). L'église est réquisitionnée par l'armée britannique pour servir d'hôpital militaire. C'est à cet endroit que se situe le camp de Monckton. Le général Monckton fera percer des meurtrières dans les murs et tout le mobilié sera défait ou détruit. Wolfe serait mort d'une infection à la suite d'une blessure au poignet.
Le 14 septembre, à 11 h00 du matin, le corps embaumé de Wolfe est retourné en Grande-Bretagne, à bord du navire le Royal William. Le navire arrive au port de Portsmouth, le 18 novembre, pour être ensuite transporté à Londres. Son corps est placé à l'église St-Alfege de Greenwich (district londonien).
Le 15 septembre 1759, Monckton est au presbytère de Pointe-Lévy et il écrit une lettre pour annoncer la défaite française au Secrétaire d'État à la guerre William Pitt l'Ancien.
Au début du mois de février 1760, à la suite d'escarmouches dirigées par le capitaine St-Martin, sept morts sont trouvés dans l'église Saint-Joseph et dans le presbytère. Le 13 février 1760, le gouverneur James Murray fait traverser environ 1200 hommes sur la rive-sud pour en chasser les soldats français. À la suite de la capitulation du 26 février, on fait les réparations les plus urgentes. Après un certain temps, le curé Charles d'Youville Dufrost finit par rentrer dans les bonnes grâces du gouverneur Murray et la vie reprend son cours.
Le 18 avril 1763, Marie-Josephte Corriveau (dite La Corriveau), trouvée coupable du meurtre de son deuxième mari Louis Dodier, est exécutée à Québec sur la Buttes-à-Nepveu des Plaines d'Abraham. Elle est pendue et exposée dans une cage (une première en Amérique du Nord - cette pratique britannique datait du Moyen Âge.) au croisement des quatre routes principales à l'époque nommé « La fourche des chemins », près de l'emplacement du monument de Tempérance de Saint-Joseph de Lévis. Il s'agissait d'une colonne dont l'emplacement était accessible par un escalier et elle était située sur un terrain élevé situé entre le Boulevard de l'Entente et la rue Saint-Joseph. Le corps de « la Corriveau » est exposé à la Pointe-Lévy jusqu'au 25 mai et il est retiré sous l'ordre du gouverneur James Murray. En 1849, la cage est retrouvée dans le cimetière de l'église Saint-Joseph de la Pointe-Lévy. Elle aurait été volée dans le sous-sol de l'église et elle fut acquise par la suite par le cirque de Phineas Taylor Barnum entre 1871 et 1881 pour être exposée à titre d'objet macabre. Elle portait l'inscription « From Quebec ».  
Étienne Charest fils et Jacques Charly vendent la seigneurie de Lauzon à James Murray en 1765. Le 12 février 1765, la vente sera conclue et le gouverneur James Murray devient officiellement le neuvième seigneur.
La seigneurie de Lauzon est louée à Henry Caldwell en 1774. Le 7 avril 1774, le tout est signé par un bail à ferme d'une durée de 99 ans.

### Révolution américaine
En avril 1775, la Guerre d’indépendance américaine débute avec la bataille de Lexington et Concord, près de Boston. Elle oppose l’armée britannique et l’armée continentale commandée par George Washington. En juin 1775, le général de division Philip Schuyler, commandant du Département du Nord, échafaude un plan visant à envahir le Canada par les terres à partir de Fort St. Johns, à l'extrémité nord du lac Champlain, en descendant la rivière Richelieu jusqu'à Montréal. Le but est de priver les Loyalistes d'une importante base arrière d'où ils peuvent attaquer New York. Le commandement de cette force est remis au général Richard Montgomery. Benedict Arnold propose qu'une seconde force, agissant de concert avec celle de Schuyler, attaque en remontant la rivière Kennebec, dans le Maine, puis descende la rivière Chaudière jusqu'à la ville de Québec. Il croit qu'une fois Montréal et Québec tombées, les colons francophones du Canada rallieront la révolution contre les Anglais. Le général George Washington et le Congrès continental approuvent cet amendement et nomment Arnold colonel de l'Armée continental. Il doit mener l'attaque sur Québec. Le 9 novembre 1775, Arnold arrive à la Pointe-Lévy et il sera rejoint par 500 soldats le 14 novembre. Son quartier-général était située dans le Vieux-Lévis, approximativement dans la zone qui englobe le début de la rue Wolfe et à mi-chemin de la Côte du Passage, ainsi que la compagnie Les Scies Mercier Inc. Le 31 décembre 1775, une tentative américaine de s'emparer de la ville de Québec et de gagner le soutien des Canadiens dans le cadre de la Guerre d'Indépendance. Les mauvaises conditions hivernales vont conduire à la défaite des Américains.
Les registres de la paroisse Saint-Henri-de-Lauzon ouvrent en 1780. C'est une paroisse de la seigneurie de Lauzon située au sud de sa limite territoriale.
Le 12 janvier 1781, François-Joseph Cugnet qui possède (7/8) de la seigneurie de Saint-Étienne cède une partie de sa possession (1/8) aux enfants de sa fille Louise-Charlotte Cugnet, mariée à Antoine Juchereau Duchesnay (député de Buckingham en 1792 et membre du Conseil exécutif du 29 décembre 1794 jusqu'à son décès en 1806.).
Les premiers trottoirs du chemin du roi sont établis en 1783.
La frégate Pegasus armée de 28 canots fait une escale au port de Québec en 1787. Elle est commandée par le prince William Henry (Guillaume Henry), duc de Clarence. Il est âgé de 22 ans et est le troisième fils du roi Georges III. Le 6 octobre 1787, le prince débarque à la Pointe-Lévy avec plusieurs de ses officiers, dans le but de visiter par curiosité quelques maisons d'habitants. Le prince entre dans une maison, rencontre une femme et lui demande une terrine de lait. Elle lui répond par un air farouche qu'elle lui en donnerait à la condition d'être payé, car plusieurs officiers venaient boire du lait ou manger, mais ils s'en retournaient sans payer. Le prince la rassure et il paie son dû. Il donne une portugaise (écu de l'époque) à la femme. Elle répond avec colère qu'il ne valait pas mieux que les autres en disant : « Ils me présentent des portugaises à changer pour un demi-schelling ; c'est bien me dire qu'ils ne veulent pas payer, car le moyen, qu'une pauvre femme comme moi puisse changer une portugaise, moi qui ai à peine de quoi acheter du pain ». Les officiers informent la femme qu'elle s'adressait à un prince. Elle répond : « Quand ce serait le roi, ce serait tout la même chose, il ne doit pas prendre ce qui m'appartient sans le payer. ». William Henry répond : « Eh ! bien ne vous fâchez pas, la bonne mère, prenez cette portugaise, c'est pour vous récompenser de ceux qui ne vous ont pas payée. ». La femme est tout de même heureuse de rencontrer le prince dans sa demeure.
William Henry accède au trône à titre de roi du Royaume-Uni et roi de Hanovre le 26 juin 1830. Il succéde à son frère aîné George IV (1762-1830), roi de 1820 à 1830, sous le nom de Guillaume IV. Guillaume IV appartient à la Maison de Hanovre, issue de la Maison de Brunswick (Brunswick-Luneburg) elle-même issue de la Maison d'Este, descendante des ducs de Toscane. Il est le dernier roi du Royaume-Uni de la lignée des Hanovre. À la suite de son décès, il est remplacé par sa nièce, la princesse Alexandrina Victoria de Wettin (1819-1901), qui devient la reine Victoria du Royaume-Uni de 1838 à 1901.
Le 7 juin 1789, Joseph Samson fait le don d'un terrain au curé Thos. Berthiaume. Elle est située sur la rue Saint-Joseph devant la rue Sainte-Catherine. Elle est actuellement la plus ancienne chapelle de procession du secteur est de Lévis. Elle est unique au niveau architectural, car c'est la seule chapelle de procession de la province de Québec qui possède une sacristie construite en 1894. Elle était utilisée lors des grandes fêtes religieuses, dont celle de la fête de sainte Anne. Il semble que la chapelle fut nommée en l'honneur de sainte Anne, car elle était située près de l'arrière-fief Sainte-Anne qui appartenait aux Ursulines de Québec. Elle fut restaurée et réaménagée en 1891 sous la direction du curé Édouard-Séverin Fafard du village de Lauzon. La première messe fut célébrée le 26 juillet 1893.
Sarosto est l'un des premiers lieux colonisés à l'intérieur des terres de la seigneurie de Lauzon, après le secteur de Saint-Joseph-de-la-Pointe-Lévy situé plus au sud du Saint-Laurent. Ce toponyme est apparu pour la première fois dans les documents officiels vers la fin du XVIIIe siècle. Sur une carte de l'arpenteur Pierre Lambert, créée en 1828, le toponyme est orthographié Sarasteau. Il est localisé sur le tracé du Troisième Rang du fief de St. Vilmay, entre le Deuxième Rang (Coutance) et le Quatrième Rang (Brise-Culotte). Selon la carte du comté de Lévis de 1937, le secteur fut établi d'après les plans du cadastre inscrit Rang Sarasteau du côté nord-ouest de la route Lévis-Jackman, alors que le rang Coutance en occupe le côté sud-est. Cependant, les opinions varient selon certains grands historiens québécois. Selon le célèbre historien Pierre-Georges Roy, le toponyme proviendrait du mot abénaquis Sarasteku qui signifierait « rivière dont le lit renferme du clinquant ». Son frère, l'historien Joseph-Edmond Roy, estime que le toponyme Sarosto serait un nom qui aurait été déplacé dans les régions plus à l'est où il a pu désigner la rivière Saint-Jean. La route de Lévis (l'actuelle route Kennedy), en direction de la Beauce et de l'État du Maine, portait le nom de Sarosto vers 1830. Cette route passait par les villages voisins de Pintendre, Saint-Henri-de-Lévis, sur l'Etchemin, avant d'atteindre la vallée de la Chaudière. De nos jours, c'est cette même route qui permet d'accéder à la vallée de l'Etchemin. L'usage populaire a parfois écrit Saint-Roustaud (prononcé Sorosto de nos jours Sorosto par les gens de plus de 70 ans) au lieu de Sarosto. Ce secteur est aujourd'hui intégré au centre-ville de Lévis. Il est situé au croisement de l'autoroute Jean-Lesage et de la route du Président-Kennedy. C'est une partie de l'histoire lévisienne qui est presque oubliée de nos jours.

## XIXesiècle: fin de la seigneurie de Lauzon
Henry Caldwell achète officiellement la seigneurie de Lauzon en 1801. Il avait loué la seigneurie pour un bail d'une durée de 99 ans. L'achat est signé le 28 février 1801. Il achète la seigneurie de Saint-Étienne en 1803. Le 16 février 1803, Angélique Dupré, veuve de François-Joseph Cugnet, vend la seigneurie à John Abbott.
Une école royale est ouverte à Pointe-Lévy en 1805 sous la direction de François Malherbe.
Le 10 octobre 1811, une assemblée est organisée. Une liste de souscription est ouverte et les principaux donateurs sont John Abbott, Robert Hamilton, John Davidson, Richard Lilliott et John Goudie pour un montant de 150 louis. La construction de la première anglicane est évaluée à 250 louis. Construite en bois, elle était située près de la rue Notre-Dame où résidaient à l'époque messieurs Étienne Samson (employé civil) et Joseph Carrier (voyageur de commerce). Seul un petit sentier menait à cette église car la rue Wolfe n'existait pas à cette époque.
Ce territoire nommé en l'honneur du premier concessionnaire de terrains Augustin Couture sera la future municipalité de Sainte-Hélène-de-Breakeyville.
La seigneurie de Lauzon est acquise par John Abbott-Caldwell en 1815 et une école royale ouvre à Saint-Nicolas en 1816 sous la direction d'Ignace McDonald puis, en 1818 est créé le secteur d'Aubigny et instauré le bateau à vapeur Lauzon par John Abbott-Caldwell. Le premier pont de la rivière Etchemin est aussi construit. John Abbott-Caldwell procède au développement du secteur de la falaise près du secteur anglophone. Ce secteur deviendra officiellement une ville qui sera identifiée officiellement vers 1849 jusqu'en 1861. 
Le premier pont de la rivière Etchemin est construit à Saint-Romuald. En 1820 est établi le premier registre de la mission anglicane de Pointe-Lévis et a lieu le premier baptême dans l'église anglicane. Le premier registre est paraphé par un juge de la Cour du banc du roi le 10 février 1820. Le 9 mars 1820, le premier baptême est célébré par le Révérend M. G.-J. Mountain, qui deviendra plus tard un évêque de l'église anglicane de Québec.
La troisième église de Saint-Nicolas est construite de 1821 à 1823. Elle subira plusieurs modifications entre 1851 et 1906. La chapelle Saint-François-Xavier est établie en 1822. Elle est située dans le Vieux-Lauzon, près du pont de fer qui traverse la rue Saint-Joseph et du chantier maritime Industries Davie. Selon les documents officiels, il se pourrait qu'elle ait été construite en 1809, mais l'année 1822 est indiquée sur la façade. Il existe très peu d'informations sur son histoire. On sait qu'elle cependant qu'elle servait de charnier l'hiver. Les défunts en provenance des rangs est dans l'actuelle paroisse Sainte-Bernadette-Soubirous et Harlaka y étaient déposés. Plusieurs touristes allaient s'y recueillir l'été, en particulier des Américains. La chapelle fut en fonction jusqu'aux années 1960.
Le chantier naval Davie (nommé aujourd'hui Davie Québec Inc.) est fondé en 1828. Fondé en premier lieu par le capitaine Allison Davie, constructeur de voiliers à gréement carré et de navires à vapeur destinés à la navigation sur le fleuve. Les travailleurs d'une génération à l'autre) ont effectué avec succès la transition de la voile à la vapeur, du bois à l'acier, adoptant de nouvelles technologies pour satisfaire aux nouveaux besoins. Les Industries Davie inc. ont effectué la construction, la conversion et la réparation de pétroliers, de cargos, de chalutiers, de traversiers, de navires de guerre et de plates-formes de forage offshore. Considéré depuis toujours comme un artisan de grande maîtrise, Davie a participé à la croissance et à l'indépendance du Canada maritime et fait partie de l'histoire de la marine commerciale et militaire canadienne. Le petit chantier A.C Davie entrera en fonction en 1829. Par l'initiative de George Taylor et d'Allison Davie, la Davie Shipbuildings (le grand chantier de Lauzon) a successivement appartenu à la Canada Steamship Lines (1920-1968), à Power Corporation (1968-1976), à Soconav (1976-1981), à Dome et Versatile (1981-1987) et à MIL-Davie (1987-1996), avant de passer dans le giron de la Dominion Bridge. Elle a déclaré faillite en 2006, mais elle a repris ses activités en 2007 par l'entremise d'un acheteur norvégien TECO Management ASA renommé Davie Yards ASA. Le chantier se nomme aujourd'hui Davie Québec inc.
Le premier horse-boat, mû par des roues à aubes, que faisaient tourner des chevaux. Les fermiers pouvaient donc apporter leurs produits au marché de Québec.
La paroisse de Saint-Jean-Chrysostome est érigée canoniquement le 25 novembre 1828. À l'origine, une portion de cet espace était identifiée comme le village de Taniata, nom amérindien encore mal expliqué, qui aurait pour signification peuplement de peupliers. La quatrième de la seigneurie de Lauzon, baptisée Saint-Jean-Chrysostome, et dont le territoire a été détaché de Saint-Joseph-de-la-Pointe-de-Lévy. Cependant, elle avait porté un court laps de temps la dénomination de Saint-Jérôme en l'honneur de l'abbé Jérôme Demers (1774-1853), desservant à Saint-Nicolas. Elle sera érigée civilement en 1835. Son territoire couvre une partie sud de la seigneurie de Lauzon.
Le 21 septembre 1829, on effectue une saisie des biens de John Caldwell. La seigneurie de Saint-Étienne est adjugée à un homme d'affaires de Québec nommé Johann Georg Pozer, ou George Pozer.
L'église Saint-Joseph-de-la-Pointe-Lévy est incendiée en 1830. Le premier curé résidant de Saint-Jean-Chrysostome est nommé et le premier hôpital des fièvres ouvre la même année.
La cause de l'incendie de l'église serait due à un vol. La troisième église sera construite moins d'un mois plus tard sur le même terrain entre 1830 et 1832. Elle mesurait 126 pieds par 45 pieds. Un sanctuaire de 37 pieds par 33 pieds sera ajouté, ainsi qu'une sacristie attenante de 40 pieds par 27½. Le devis de la nouvelle église fut préparé selon le plan type de l'abbé Pierre Conefroy (1752-1816), curé de Boucherville, qui l'a dessiné en 1801 et qui adopte la forme d'une croix latine composée d'une nef coupée en deux par des transepts engendrant des chapelles latérales et qui se termine par une abside en hémicycle. Le plan de la seconde église fut conçu par le célèbre architecte Thomas Baillairgé. C'est l'architecte François Fournier de Montmagny qui entreprit la charpente ainsi que les travaux de menuiserie et la décoration intérieure. Le maître-maçon était Charles Côté du Faubourg Saint-Louis à Québec. L'église sera ouverte au culte en 1832.
Les registres de la paroisse Saint-Jean-Chrysostome sont ouverts officiellement. L'Hôpital des fièvres à Pointe-Lévis ouvre aussi temporairement. Il s'agissait d'un hôpital temporaire pour les malades contagieux qui était situé au pied de la Côte de la Cabane des Pères sur la grève du secteur de Saint-Antoine-de-Bienville. On y traitait les marins et les immigrants atteints de scarlatine, de la peste, de la petite vérole, la rougeole et le typhus. Le tout fut sous la direction du docteur Xavier Tessier, officier de santé. Selon lui, Pointe-Lévis représentait un endroit exceptionnel pour la salubrité, notamment par l'étendue de la surface du terrain constituée de roc et recouverte d'une légère couche de terre où le sol ne pouvait être cultivé. L'exposition aux vents nord-est et sud-est constituait un apport d'air frais pour les malades atteints d'une forte fièvre.
Au début de l'été 1830, un comité de la Chambre d'Assemblée décida de construire un hôpital temporaire sous les recommandations du docteur Jean Blanchet. On constata neuf patients étrangers sur dix qui étaient admis à l'hôpital civique de Québec. Selon lui, les soins médicaux offerts aux étrangers devaient être du ressort du gouvernement du Bas-Canada et non régis par les villes. À l'hôpital des fièvres de Pointe-Lévis, le nombre de patients s'élevait à 100 en 1830. On comptait 26 cas de petite vérole, dont le décès de deux bébés âgés de 7 mois et 6 mois. Ceux-ci moururent avant leur troisième journée d'hospitalisation. Le taux de mortalité était d'un mort sur 49 patients. En 1831, plus de 158 patients atteints de la petite vérole ou de la rougeole furent admis à cet hôpital. À la suite de la hausse du nombre de patients admis à l'hôpital des fièvres, les gens de Pointe-Lévis commencèrent à craindre l'éclosion d'une terrible épidémie et ils demandèrent à la Chambre du Bas-Canada d'agir au plus vite pour fermer cet hôpital. Une longue enquête débuta le 15 mars 1831 et il fut prouvé que seulement deux décès eurent lieu en 1830. Les docteurs Frémont et Blanchet, John Davidson et l'abbé anglican Patrick MacMahon déclarèrent la nécessité d'avoir cet hôpital à la Pointe-Lévis. Au printemps 1832, il fut décidé par le bureau de santé que l'hôpital des fiévreux de Pointe-Lévis ne serait pas mis en opération, en raison de son emplacement éloigné et désavantageuse selon les bilans de plusieurs rapports. De plus, les dépenses exigées pour son soutien étaient trop considérables. Cependant, le gouvernement vota un montant de 750 louis pour assurer sa continuité. C'est à partir de 1832 que le gouvernement du Bas-Canada procéda à l'ouverture de la station de quarantaine à la Grosse-Île située à 48 km en aval de Québec pour protéger le port de Québec et la région. Plusieurs immigrants européens, notamment Britanniques, des Irlandais, des Allemands et des Scandinaves vont passer par cette station jusqu'en 1937. Entre 1832 et 1913, 31 829 individus ont été hospitalisés à la Grosse-Île. Les chiffres sont actuellement incomplets pour la période 1914-1937.
Le 25 mai 1833, l'église de Saint-Henri se détache officiellement la paroisse Saint-Joseph-de-la-Pointe-de-Lévy. Le territoire de la nouvelle paroisse couvre une partie de la seigneurie de Lauzon au sud.
La faillite de John Abbott-Caldwell conduit à la dissolution de la seigneurie de Lauzon le 15 juillet 1836.
Allison Davie se noie en face de son chantier naval situé près de la traverse Lévis-Québec. Son épouse Elizabeth Taylor Davie devient la première femme au pays à diriger un chantier naval.
John Breakey fait l'acquisition en 1844 d'une scierie à Sainte-Hélène-de-Breakeyville et en 1845 sont créées plusieurs municipalités dont Saint-Joseph-de-la-Pointe-Lévy ainsi que la municipalité de la paroisse de Saint-Joseph-de-la-Pointe-Lévy. Officialisée le 8 juin 1845, elle sera dissoute et deviendra partie de la municipalité de comté en 1847. Elle sera rétablie en 1855.
Saint-Henri, Saint-Nicolas et Saint-Jean-Chrysostome deviennent une municipalité de paroisse.
En 1846, Charles King s'associe à son beau-frère Hans Denaston Breakey pour acheter des anciennes installations de John Caldwell à Chaudière Mills. Ils construiront un important moulin à scie pour y faire tailler des milliers de billots de pin jaune à Saint-Joseph de Beauce et dans le sud de la Beauce.
La drave a lieu au printemps 1847 et elle amène les billots de pin jaune de la rivière Chaudière jusqu'à Chaudière Mills. Le 1er septembre 1847, c'est l'abolition des municipalités de paroisses de Saint-Joseph-de-la-Pointe-de-Lévy, Saint-Henri-de-Lauzon, Saint-Nicolas et Saint-Jean-Chrysostome.
En 1848, l'église anglicane construite en 1811 était dans un état lamentable (presque en ruine). Les autorités anglicanes décidèrent de la reconstruire sur un autre terrain. Le 19 octobre 1848, le gouvernement donna un terrain d'une superficie de 40 785 pieds situé sur la rue Wolfe. Les plans de la nouvelle église furent conçus par l'architecte Edouard Stavely de Québec. Elle fut construite par Simon Peters au montant de 1425 louis, soit 1175 louis de plus que la construction de la première église. Un comité fut formé pour surveiller les travaux de construction. Il était composé de messieurs Horatio-Nelson Patton, Thomas Smits, George Chapman, Joseph Sample, Paul-John Charlton, John Tilley et Robert Sample.
La Ville d'Aubigny (1849-1861) est choisie en l'honneur du nom du duc de Richmond et d'Aubigny. En 1850 est construite l'école Saint-Joseph de Pointe-Lévis, inaugurée l'église anglicane et bâtie l'église Notre-Dame.
La plus ancienne institution scolaire pour garçons, l'école Saint-Joseph deviendra un imposant ensemble composé de plusieurs ailes érigées entre 1850 et 1975. En 1883, on y ouvrit un pensionnat et la partie la plus ancienne sera rehaussée d'une toiture mansardée et d'une tour de type second Empire en 1885. L'école fut désignée sous plusieurs appellations : École académique, École supérieure Saint-Joseph, Collège de Lauzon, et finalement École primaire Saint-Joseph au début des années 1970. L'école Saint-Joseph est située dans le Vieux-Lauzon derrière l'église Saint-Joseph. L'école sera dirigé par les Clercs de Saint-Viateur en 1876.
Le 7 juillet 1850, l'église anglicane est inaugurée après deux ans de travaux. Un grand nombre d'anglicans de Québec assistent à cet événement. La construction de l'église débute en août 1850. Les plans furent créés par Charles Baillairgé et la réalisation fut supervisée par l'entrepreneur maçon David Dussault. La construction de la charpente et de la menuiserie fut effectuée par le sculpteur André Paquet. Un orgue construit par Louis Mitchell y sera installé en 1870 (le buffet de noyer noir a été conçu d'après les plans de Victor Bourgeau et vraisemblablement sculpté par Claude Dauphin de Montréal), modifié par Casavant en 1912 (opus 475) et restauré en 2000 par Casavant (opus 3803). Il compte aujourd'hui 42 jeux répartis sur 3 claviers et pédalier. Une crypte fut construite et 305 personnes[réf. nécessaire] y furent enterrées entre 1851 et 1977.
En 1851 a lieu aussi l'érection canonique de la paroisse Notre-Dame-de-la-Victoire par détachement de celle de Saint-Joseph-de-Lévis, fondation du premier cimetière de la nouvelle paroisse et découverte de la cage de Marie-Josephte Corriveau (1733-1763). Elle sera terminée en cette même année. À cette époque, elle était la deuxième plus grande église du Québec après celle de l'église Notre-Dame de Montréal. 
Le 13 novembre 1851, le curé Joseph-David Déziel réalise son rêve de fonder une deuxième paroisse à Pointe-Lévis. La première sépulture de la nouvelle paroisse de Notre-Dame-de-la-Victoire (ne pas confondre avec la paroisse de Québec), fondée en 1850, eut lieu en 1851 dans un cimetière alors situé sur la rue Saint-Georges, près de l'ancien Monastère de la Visitation. La crypte de l'église servait à l'inhumation des notables et des bourgeois importants. Lors du creusage d'une fosse, la cage fut découverte dans le cimetière de l'église Saint-Joseph-de-la-Pointe-Lévy. L'auteur et poète Louis Fréchette fut témoin de cette scène à l'âge de 12 ans.
L'abbé Joseph-David Déziel est nommé en 1852 à titre de premier curé résidant et constitution de la municipalité de la paroisse de Notre-Dame-de-la-Victoire. Les registres de la paroisse Notre-Dame-de-la-Victoire sont officiellement ouverts. Le 28 septembre 1852, la constitution de la municipalité de la paroisse de Notre-Dame-de-la-Victoire est établie.
Le 15 septembre 1853, le curé Joseph-David Déziel assiste à l’ouverture de cette école qu’il fonde. Une école qui offrait à cette époque les cours commerciaux, industriels et agricoles. Le corps professoral était composé de six professeurs, tous de la communauté des Frères des Écoles Chrétiennes. Le Collège de Lévis pouvait accueillir à cette époque 105 élèves, dont 22 pensionnaires et 83 externes. En 2003, son œuvre sera bonifiée de sept corps de bâtiment et de deux niveaux d’instruction comptant plus d’un millier de personnes. Parmi les anciens élèves, on compte notamment Alphonse Desjardins et l'ancien premier ministre du Québec Lomer Gouin qui y étudia en 1879.
Le district électoral de Lévis est créé. Détaché du district électoral de Dorchester, ce nouveau district est un territoire de 272 milles carrés qui s'étend de Saint-Antoine-de-Tilly au sud-ouest, jusqu’à Saint-Étienne-de-Beaumont, Saint-Charles-de-Bellechasse et Saint-Gervais au sud. Il sera nommé en l'honneur du chevalier François Gaston de Lévis (1719-1787), héros de la bataille de Sainte-Foy en 1760.
La paroisse Saint-Romuald-d'Etchemin est née officiellement 18 novembre 1853. Celle-ci était auparavant reliée à la paroisse Saint-Jean-Chrysostome. En 1854 le chemin de fer arrive à la Pointe-de-Lévis. Cela entraîne l’implantation du terminus du Grand Tronc à l’anse Tibbits. Il relie Lévis à Montréal, aux Maritimes et aux États près de la Nouvelle-Angleterre.
Le régime seigneurial est aboli au Québec le 18 décembre 1854. La paroisse Saint-Romuald-d'Etchemin est érigée civilement. Le 24 mars 1854, Lord Walker Head décrète la reconnaissance civile de Saint-Romuald. En octobre de cette même année, l'abbé Pierre-Télesphore Sax est nommé premier curé-résident jusqu'en 1878.
Les sœurs de Jésus-Marie arrive à Lauzon en 1855. Le premier couvent pour l'éducation des jeunes filles est ainsi fondé ainsi que la paroisse Notre-Dame-de-la-Victoire par le curé Déziel. L'église de Saint-Romuald est construite par Joseph et Louis Larose le 1er juillet 1855. C'est à partir de 1855 que les défunts de la paroisse sont inhumés sur un terrain cédé plus tard au couvent Notre-Dame (aujourd'hui l'école Notre-Dame d'Etchemin), du côté est de l'église, de l'autre côté de la rue.
Les municipalités de la paroisse Saint-Henri-de-Lauzon, Saint-Nicolas, Saint-Romuald-d'Etchemin (par détachement de la paroisse de Saint-Jean-Chrysostome) sont constituées. Saint-Romuald d'Etchemin : M. Édouard Lemieux sera nommé le premier maire de la municipalité, en compagnie des conseillers MM. John McCready, François-Xavier Guay, Narcisse Cantin, Anthime Côté, Thimothy Amiraux et Pierre Lagueux fils. On fonde en même temps la corporation municipale de la paroisse Notre-Dame-de-la-Victoire. Joseph-Godéric Blanchet sera le premier maire de 1855 à 1861.
Le village de Lévis est fondé en 1857 et la seigneurie de Saint-Étienne achetée par William Pozer. Dans le court espace de trois ans un village considérable s'est déjà groupé autour de l'église de Notre-Dame-de-la-Victoire. La progression est si rapide qu'on sent déjà le besoin d'organiser une municipalité de village sous le nom de « Village de Lévi ». La signature de l'achat de la seigneurie de Sainte-Étienne est effectuée le 10 novembre 1857. Le Couvent de Lévis et la municipalité de Saint-Étienne-de-Lauzon sont fondés en 1858. Mère Marcelle Mallet, fondatrice des sœurs de la charité de Québec, ouvrit cette école pour l'éducation des jeunes filles. Aujourd'hui c'est une école mixte depuis 1996 et elle porte le nom École Marcelle-Mallet.
Le 1er décembre 1858, c'est l'érection canonique de la paroisse Saint-Étienne-de-Lauzon (par détachement de celles de Saint-Nicolas et Saint-Lambert). La paroisse fut érigée civilement en 1860 et son nom abrégé en Saint-Étienne en 1957. Son origine provient d'un titre honorifique pour célébrer la mémoire d'Étienne Baillargeon (1807-1870), curé de Saint-Nicolas de 1838 à 1870, et frère de Charles-François Baillargeon (1798-1870), quinzième évêque de Québec (1867-1870). Pour ce qui est du constituant Lauzon, il marque l'inclusion du territoire dans la seigneurie de Lauzon, concédée à Simon Le Maître, prête-nom de Jean de Lauzon, par la Compagnie de la Nouvelle-France en 1636.
Charles King se retire de son association avec Hans Denaston Breakey en 1859. Hans Denaston Breakey prend le contrôle de la scierie de Chaudiere-Mills et il continue l'exploitation des forêts de la Beauce. La municipalité de la paroisse de Saint-Étienne-de-Lauzon est constituée en 1860. Le tout sera officialisé le 24 septembre 1860.
En 1861, la ville de Lévis est fondée et la municipalité est constituée. Le premier curé réside à la paroisse Saint-Étienne-de-Lauzon. En 1855, on avait assisté à la naissance de la nouvelle municipalité de Notre-Dame-de-la-Victoire qui comprenait le territoire de Lévis. Auparavant, Le territoire du futur Lévis relevait du Conseil municipal de Dorchester No.2. La ville de Lévis s'en sépara en 1861 et la partie qui resta de cette municipalité devint alors le quartier Villemay (après la division qui forma la nouvelle Ville de Lévis), continua à exister jusqu’à son annexion à Lévis en 1916. Ce fut une initiative de Joseph-David Déziel. Le premier maire fut M. Louis Carrier qui sera en poste jusqu'en 1870. Le nom Lévis fut choisi en l'honneur de François-Gaston, chevalier, seigneur et duc de Lévis (1719-1787), héros de la bataille de Sainte-Foy en 1760, événement dont on venait de souligner le centenaire en élevant, en bordure du chemin Sainte-Foy, le monument des Braves. La création de la charte incorporant la ville de Lévis eut lieu le 18 mai 1861. Le premier maire de Lévis élu fut Louis Carrier et le premier conseil de ville siégea le 6 août 1861. Le premier Hôtel de ville de Lévis était situé au 4, rue Wolfe dans la maison du notaire Léon Roy. Il fut aussi situé à la traverse de Lévis dans le Hall Lauzon en 1865, où la première séance du Conseil de ville eu lieu le 9 janvier. la salle du Conseil et les bureaux furent logés à cet endroit jusqu'en 1885. De 1885 à 1965, il était situé sur la rue Fraser où il fut incendié accidentellement (lors de travaux) le 11 février 1965. Par la suite l'Hôtel de ville fut installé sur la côte du Passage jusqu'à la dernière fusion municipale de 2002. L'Hôtel de ville actuelle est situé au 2175, chemin du Fleuve dans le secteur de Saint-Romuald.
Le 1er janvier 1861, on adopte la constitution de la municipalité de Saint-Étienne-de-Lauzon. La paroisse Saint-Étienne-de-Lauzon obtient son premier curé résident et on ouvre officiellement les registres de la paroisse.
Le 17e Bataillon d'infanterie de milice de la Ville de Lévis est fondé en 1862 par Joseph-Goderic Blanchet qui fut le premier commandant (lieutenant-colonel) de 1862 à 1884. Ce bataillon s'est distingué sur les champs de bataille en repoussant les Fenians en 1866 et en 1870-1871. En 1885, un certain nombre de soldats servirent lors de la rébellion de Louis Riel et d'autres furent envoyés en Égypte et en Afrique du Sud lors de la guerre des Boers de 1899-1902. Lors de la Première Guerre mondiale, les soldats et les officiers de Lévis furent par la suite affectés dans d'autres unités. Le 17e Bataillon d'infanterie deviendra le Régiment de Lévis en 1920. En 1954, ce régiment sera fusionné avec le Régiment de la Chaudière.
Le village de Bienville est officialisé le 1er janvier 1863. Le 31 août 1863, le chemin royal devient la rue Saint-Joseph en l'honneur du curé Joseph-David Déziel. Il fut curé de Saint-Joseph-de-la-Pointe-Lévis de 1843 à 1853.
L'industrie Carrier & Lainé est fondée en 1864. Cette entreprise abritait la plus grosse fonderie de Lévis au XIXe siècle. Elle fut en fonction de 1864 à 1884.
William et John Breakey prennent la direction de l'entreprise familiale en 1865 à la suite du décès de leur père Hans Denaston Breakey.
L'hôtel de ville de Lévis s'installe dans un deuxième bâtiment. L'hôtel de ville sera relocalisé au Hall Lauzon près de la traverse de Lévis. La première séance du Conseil de ville eu lieu le 9 janvier. La salle du Conseil et les bureaux furent logés à cet endroit jusqu'en 1885.
William Drummond Jervois, sous-inspecteur général des fortifications de Québec, est l'instigateur de ce projet de défense militaire. Les Forts-de-Lévis devaient protéger la ville de Québec et la Rive-Sud contre une invasion américaine qui n'eut jamais lieu. Le projet initial prévoyait la construction de cinq forts.
Le 1er janvier 1867, la municipalité du village de Lauzon est officiellement fondée à la suite de son détachement de la municipalité de paroisse. La municipalité de Saint-Joseph-de-la-Pointe-Lévy sera détachée de la municipalité du village de Lauzon pour devenir autonome jusqu'en 1989.
William Breakey se retire des affairesen 1870. John Breakey s'associe à son cousin Henry King et à James Palton sous la raison sociale Henry King & Company. L'entreprise Henry King & Company devient en 1871 la King & Breakey à la suite du départ de James Palton.
Le nouveau cimetière de Saint-Romuald est inauguré en 1871. Les frères George et Allison Davie, constructeurs de navires, achètent en 1872 la cale sèche de Thomas Oliver et la déménagent près de l'anse aux Sauvages. Un bureau de poste sous le nom de Chaudière-Station est ouvert en 1873 à Saint-Rédempteur.
En 1874, la Fabrique Saint-Joseph de Lauzon obtient un terrain, du département de la milice, correspondant à l'actuelle section Lauzon du cimetière Mont-Marie. Le nouveau cimetière fut béni le 24 juin 1875; une statue de Saint Joseph ainsi qu'une plaque commémorative en font foi, dans le quartier Sacré-Cœur. Peu après, tous les corps inhumés, autour l'église Saint-Joseph, ont été relocalisés dans le nouveau cimetière, dans un espace spécifique orné d'une statue de Sainte Anne érigée en hommage à tous les défunts déplacés de 1673 à 1875 (actuel quartier Sainte-Anne). Quant aux résidents de la paroisse Sainte-Bernadette-Soubirous, fondée en 1943, ses résidents sont généralement inhumés au cimetière de Lauzon.
Louis Carrier meurt le 23 décembre 1874 à l'âge de 59 ans. Il fut maire de Lévis de 1861 à 1870. En 1875 est inauguré le chemin de fer entre Lévis et Halifax (3 juillet 1875).
Le 21 août 1875, c'est le décret d'érection canonique sous le vocable Saint-David en hommage au curé Joseph-David Déziel de Lévis. Jusqu'en 1851, les habitants de Saint-David ont fait partie de la paroisse Saint-Joseph-de-la-Pointe-Lévy. De 1851 à 1878, le territoire de Saint-David a fait partie de la paroisse Notre-Dame-de-Lévis. Le premier curé de Saint-David était l'abbé Joseph-Étienne Martin. Le 20 décembre 1875, elle sera affiliée à la paroisse Saint-David-de-l'Aube-Rivière qui s'est détachée de la paroisse Notre-Dame de Lévis. Les paroissiens devront se rendre à l'église de Saint-Romuald car aucun temple ne fut construit.
C'est le curé Édouard-Séverin Fafard qui procède aux démarches afin d'amener les Clercs de Saint-Viateur en 1876. Il rencontre le Père Beaudry, un ardent propagandiste de la dévotion du Sacré-Cœur dans la région de Montréal. Notamment au collège de Joliette. Celui-ci demande au Père Lajoie, supérieur provincial, des religieux pour l'instruction de garçons. Six religieux firent leur arrivée à l'automne dont : les Frères Charles Pariseau, directeur, Joseph Pelletier (second directeur), Fabien Laforest et Thomas Connolly. Il y aura donc deux communautés religieuses qui enseigneront aux jeunes filles (les religieuses de Jésus-Marie) et aux jeunes garçons (les Clercs de Saint-Viateur). Originaires du diocèse de Lyon, ces communautés furent introduites au Canada par Ignace Bourget et elles se retrouveront à Lauzon dans la même paroisse. Les Clercs de Saint-Viateur allaient enseigner à 250 écoliers.
La chapelle du Sacré-Cœur au couvent Jésus-Marie est construite pour les religieuses Jésus-Marie grâce à l'initiative du curé Édouard-Séverin Fafard qui avait une grande dévotion au Sacré-Cœur.
Le 26 avril 1876, la municipalité de Saint-Télesphore est inaugurée officiellement. Le secteur de cette municipalité était situé entre les anciennes villes de Saint-Romuald et Saint-David-de-l'Auberivière. Cette municipalité n'avait pas d'église sur son petit territoire. Le nom de Saint-Télesphore rappelle probablement l'abbé Pierre Télesphore Sax (1822-1881), premier curé de Saint-Romuald-d'Etchemin (1854-1878), alors que celui de Saint-Romuald évoque un bénédictin italien né à Ravenne en 952, fondateur des Camaldules, branche bénédictine vouée à la vie monastique. Il meurt en 1027 après avoir fondé plusieurs ermitages. On ignore si la présence de trappistes autrefois à Saint-Romuald a pu entraîner ce choix. La municipalité de Saint-Télesphore sera fusionnée avec la ville de Saint-Romuald en 1965 et la nouvelle ville portera le nom de Saint-Romuald d'Etchemin.
Le 21 août 1876, c'est l'érection canonique de la paroisse Saint-David-de-l'Aube-Rivière par détachement de celle de Notre-Dame-des-Victoires. Le 13 novembre 1876, l'abbé Joseph-David Déziel (1806-1882), curé de Notre-Dame-de-la-Victoire (1851-1882) fonde cette nouvelle paroisse. La dénomination Saint-David fut choisie en son honneur. Quant à la seconde partie de la dénomination, elle fut choisie en l'honneur de François-Louis de Pourroy de Lauberivière (1711-1740), cinquième évêque de Québec en 1739. Le plus jeune des évêques de Québec et celui dont l'épiscopat a été le plus bref. Il mourut tragiquement dû à une fièvre contractée sur le bateau, lors de la traversée de l'Atlantique en juin 1740.
Le 27 mai, la bénédiction de la pierre angulaire de l'église est effectuée par Elzéar-Alexandre Taschereau. La première inhumation au cimetière de Saint-David, situé sur la rue Saint-Georges, a lieu le 31 octobre 1877.
L'église Saint-David-de-l'Auberivière est ouverte au culte le 19 décembre 1878. En 1880, 225 hommes sont engagés pour excaver le site de la future cale sèche. La première pierre fut posée par le gouverneur général du Canada, le marquis de Lorne, le 17 juin. La cale sèche sera gérée par Georges Davie. Les années 1880 marquent le début et l'expansion du chantier Davie de Lauzon. La construction sera terminée en 1886.
Le 28 mars 1880, en hommage à son dévouement pour sa paroisse, le curé Joseph-David Déziel est nommé camérier secret du pape Léon XIII. À titre honorifique, il reçoit le titre de monseigneur.
George Taylor Davie achète en 1882 l'Indian Cove West (l'anse aux Sauvages située à Lauzon) de sa belle-mère, veuve de Duncan Patton. Déziel meurt le 25 juin 1882 à l'âge de 76 ans. Il était né à Maskinongé le 21 mai 1806 et il fut le fondateur de Lévis, de deux paroisses, de deux écoles et d'un hospice.
Le 28 avril 1885, on déménage les bureaux de la Corporation dans l'Hôtel de ville où le Conseil de ville tint sa première réunion le 4 mai 1885.
Le monument de Déziel est la première statue de bronze coulée au Canada. Elle fut coulée à l'usine Carrier & Lainé inc. en 1884. La statue fut installée dans un parc devant l'église Notre-Dame sur la rue Guénette. À l'origine, le monument faisait face à l'ouest (dos à l'église), mais il sera tourné vers l'est pour que les gens puissent l'admirer par la rue Guénette.
En 1886 prennent fin les travaux de construction de la cale sèche Lorne du chantier Davie de Lauzon. Elle est nommée en l'honneur du marquis de Lorne, gendre de la reine Victoria. Sa construction est évaluée à 90 000,00 $.
La paroisse Notre-Dame de Lévis acquiert un terrain tout près du nouveau cimetière de Lauzonen 1887. Le nouveau cimetière est béni le 27 juin 1887. La paroisse s'occupe d'y relocaliser les quelque 4 400 défunts qui ont été inhumés sur la rue Saint-Georges (près du couvent des Visitandines) pendant près d'un quart de siècle.
La nouvelle avenue Mont-Marie est inaugurée en 1888, du nom de la montagne où se situe le cimetière et qui donnera par ailleurs son nom au cimetière lui-même. Le 1er janvier Joseph-Godéric Blanchet meurt à Lévis en 1890, à l'âge de 60 ans et 6 mois. Le 4 janvier, il est inhumé dans l'un des caveaux de la crypte de l'église Notre-Dame-de-la-Victoire.
Terrible accident ferroviaire dans le village de Lauzon le 17 décembre 1890. Le convoi ferroviaire de l'Intercolonial, en provenance d'Halifax, déraille au niveau du pont de fer de la rue Saint-Joseph, près du chantier naval Davie à Lauzon, à 11:55 du matin. Le convoi express en provenance de Halifax avait 15 minutes de retard et il était attendu à la gare de Lévis à 11:40. Environ cinq wagons sont tombés près du pont de fer de la rue Saint-Joseph devant plusieurs résidences. Il y a 5 morts et des dizaines de blessés. Notamment le député fédéral de Kamouraska, Alexis Dessaint, le maire et préfet de comté de Kamouraska, le préfet Joseph-Phydime Blais, ainsi que le conseiller Michel Lebel de la municipalité du village de Kamouraska. La cause de l’accident serait due à une défaillance technique.
L'Hôtel-Dieu de Lévis et l'École d'infirmières de l'Hôtel-Dieu de Lévis sont ouverts en 1892. L’histoire de l’Hôtel-Dieu de Lévis débute en 1887. L’abbé Antoine Gauvreau demanda aux Augustines hospitalières de fonder un hôpital à Lévis. Le 30 octobre 1892, six religieuses augustines hospitalières arrivent dans la maison donnée par madame Caroline Lagueux. Cette demeure permet l'aménagement d'une salle de quinze lits, six chambres à un lit, un local polyvalent servant de pharmacie et au besoin de salle de chirurgie. En 1898, l’autorisation est donnée pour qu’un nouvel hôpital, d’une capacité de 100 lits, soit construit à côté de la maison Lagueux, située au 21 rue Notre-Dame devant le Collège de Lévis. Le bâtiment est actuellement la Résidence Déziel qui accueille les prêtres retraités. Puis, en 1929, l’Hôtel-Dieu de Lévis déménagera de nouveau sur le site actuel où il peut alors recevoir 234 patients. l'École d'infirmières de l'Hôtel-Dieu de Lévis suivra l'ouverture de l'hôpital.
George Davie acquiert en 1893 la seconde moitié du terrain de Duncan Patton, à l'est de Lauzon et forme la Big Davie.
Chaudière-Bassin est un secteur résidentiel situé dans le secteur Saint-Romuald. Il, s'est développé sur les bords d'une anse passablement échancrée où s'effectue la confluence de la Chaudière et du Saint-Laurent. Un chemin de fer de service, en provenance de Breakeyville, y aboutissait autrefois et servait au transport du bois expédié outre-mer par le petit port voisin de New Liverpool situé à l'est. Le bureau de poste sera en fonction jusqu'en 1961.
Le 9 juillet 1895, un terrible accident de chemin de fer survient à la station Craig's Road près de Saint-Rédempteur. 800 pèlerins en provenance de Sherbrooke sont en direction de Sainte-Anne-de-Beaupré à bord de deux trains qui se suivent à 10 minutes d'intervalle. Le premier train s'arrête à la station Craig Road pour faire le plein d'eau et le second train le tamponne par l'arrière. Cela provoque son déraillement. Bilan de cette tragédie : 25 morts et 50 blessés. Il s'agit du deuxième plus gros accident ferroviaire de la Rive-Sud de Québec.
L'église Saint-Antoine de Bienville est construite en 1896. Le premier curé résidant de Bienville est nommé et la chapelle des Congréganistes est établie. Les registres de la paroisse Saint-Antoine-de-Bienville sont ouverts officiellement. La chapelle des Congréganistes est construite entre l'église Notre-Dame de Lévis et le presbytère.
La Concession Saint-Augustin change de nom en 1898 pour devenir Chaudière Mills. John Breakey devient le seul propriétaire des installations de Chaudière Mills qui commencent à être connues sous le nom de Breakeyville. Il prend aussi possession de 1 170 km2 de concessions forestières situées dans les cantons de Marlow, Risborough, Linière, Gayhurst, Shenley, Jersey, Tring et Watford. Plus tard, il fera l'acquisition des concessions dans les cantons de Metgermette-Nord, de Metgermette-Sud et de Dorset. Le nom Chaudiere Mills provient d'une allusion évidente à la rivière, de même qu'au moulin Breakey existant à cette époque.
Le 22 février 1898, une avalanche mortelle se produit au cours violente tempête de neige dans la basse-ville de Lévis. Bilan de cette tragédie : 4 morts, et 2 maisons détruites au pied du cap de la rue Saint-Laurent près du secteur de la traverse.
L'église Saint-Louis de Pintendre est construite en 1899.

## XXesiècle: Expansion économique
Le 6 décembre 1900, Alphonse Desjardins fonde la première caisse populaire du Québec. Le Mouvement Desjardins a son siège social à Lévis. C'est la plus importante coopérative financière de la province de Québec. Elle entrera en fonction en 1901.
La fondation de la municipalité de Pintendre a lieu le 6 mars 1901. L'origine de la dénomination « Saint-Louis » provient du cardinal Louis-Nazaire Bégin (1840-1925) (originaire de Lévis) qui entretenait une grande dévotion envers ce saint. En ce qui concerne  Pintendre. Certains historiens, comme Pierre-Georges Roy, croient que les premiers Pintendrois, en raison des dures conditions dans lesquelles ils devaient vivre, mangeaient plus de pain dur que de pain blanc, et on aurait, par dérision et par jeu verbal, formé l'appellation Paintendre, devenue Pintendre. Cette explication paraît cependant passablement fantaisiste et elle n'est plus retenue. Plus sérieuse apparaît l'hypothèse selon laquelle la présence d'anciennes forêts de pins blancs (mot souvent orthographié sous le régime français « Pain »), bois réputé très tendre, rendrait compte de cette dénomination. Le toponyme « Pain Tendre » fut mentionné pour la première fois dans un acte notarié, le 28 novembre 1757. Il est aussi relevé sur une carte du village de « Pain Tendre » de Jeremiah McCarthy en 1797. Par la suite, ce toponyme évolue vers la forme Pin Tendre, puis Pintendre.
La paroisse Saint-Louis-de-Pintendre est érigée par détachement de celles de Saint-Henri, Notre-Dame-des-Victoires et Saint-Joseph.
Une centrale hydroélectrique sur la rivière Chaudière est construite à Charny par la Quebec Power filiale de la Shawinigan Water and Power Company.
Saint-Nic(h)olas-Est est créée (jusqu'en 1918). Cette dénomination sera modifiée en 1955 pour prendre le nom Saint-Nicolas.
Les activités de la Caisse Populaire Desjardins commence à Lévis le 23 janvier 1901. L'Hôpital Guay de Saint-Joseph de-Lévis est construit sous l'initiative de Charles Guay. Sa clientèle était constituée de déshérités : des vieillards, des infirmes, des orphelins et des handicapés mentaux. Elle était située au 543, rue Saint-Joseph (ancien emplacement du Pavillon Bellevue) à Lauzon. En 1906, l'hôpital déménage au 1129, route Trans-Canada et fut détruit par un incendie en 1916. Il est reconstruit et agrandi sur le même terrain en 1938. En 1951, l'hôpital change de nom pour devenir L'Institut Monseigneur Guay, qui deviendra, en 1975, un centre d'accueil pour mésadaptés sociaux. Sa fermeture eut lieu le 15 décembre 1982. Par la suite, quelques communautés religieuses ont occupé le bâtiment. Actuellement, l'École Sainte-Famille de la Fraternité sacerdotale Saint-Pie-X occupe la bâtisse.
Les tramways arrivent à Lévis en 1902, année de la nomination du premier curé de Charny, de l'inauguration de la chapelle Saint-Joseph de Saint-David-de-l'Auberivière et de Saint-Romuald.
Le pont est construit en 1903 par la Quebec Bridge and Railway Company, une propriété fédérale puisqu'elle faisait partie du National Transcontinental Railway. La construction a été confiée à la Phoenix Bridge Company de Pennsylvanie sous la direction de l'ingénieur américain Theodore Copper après que le gouvernement fédéral a alloué les fonds nécessaires au début des travaux.
L'église de Charny (Notre-Dame-du-Perpétuel-Secours) est construite et a lieu aussi l'érection canonique de la paroisse Notre-Dame-du-Perpétuel-Secours-de-Charny, le 2 mars 1903, à la suite de son détachement de celle de Saint-Jean-Chrysostome. Le 29 juillet, l'abbé Omer Poirier est nommé officiellement premier curé de Charny.
L'érection civile de la municipalité de la paroisse de Notre-Dame-du-Perpétuel-Secours-de-Charny date du 29 juin 1903. Charny provient de Charles de Lauzon (Lauson), Sieur de Charny (vers 1629-après 1689). Frère de Jean de Lauzon, il arriva en Nouvelle-France en 1652. Il se fit concéder un lot de huit arpents de la seigneurie de Lauzon, par son frère Jean, qui administre le domaine seigneurial pour le compte de leur père Jean, gouverneur de la jeune colonie. Le titre de Sieur de Charny, nom de lieu qui identifie une commune de l'Yonne, Charles de Lauson le tenait de sa grand-mère, Isabelle Lottin, fille du seigneur de Charny en France. La paroisse était précédemment rattachée au territoire de Saint-Jean-Chrysostome.
Le premier maire de Charny est Michel Lemieux père. Il est assisté des conseillers Vital Ouellet, Emmanuel Routhier, Ferdinand Demers, Abraham Couture, Pierre Fontaine et Pierre Lemieux.
Chaudière Mills change de nom. On passe à l'appellation de Saint-Omer, en l'honneur de l'abbé Omer Poirier, curé de Charny de 1903 à 1936, considéré comme le fondateur de la paroisse.
En 1904 est construite l'église de Saint-Étienne de Lauzon. Tous les biens de la Lévis County Railway Company sont vendus par le shérif en 1905.
Le premier effondrement du pont de Québec a lieu le 29 août 1907 à 17 h37. La partie sud du pont s'effondre dans le fleuve Saint-Laurent en à peine 15 secondes, et à peine 20 minutes avant la fin de la journée de travail. Des 100 travailleurs qui s'y trouvaient, on compte 76 morts, les autres étant blessés. 33 des victimes sont des travailleurs Mohawks de la réserve de Kahnawake. Des pièces de ferraille provenant de cet effondrement sont toujours visibles à marée basse sur la rive du fleuve. Cette situation s'explique par le fait que les marées basses actuelles atteignent un niveau inférieur à celles du début des années 1900. La compagnie Charles Koenig de Québec a effectué un nettoyage de toutes les pièces visibles.
La construction du Fort de la Martinière débute. Cette installation défensive est constituée de deux forts. Un situé sur la falaise (devant Sainte-Pétronille de l'île d'Orléans) et l'autre au bas. C'est en 1909 que débuta la construction du fort « Upper Martinière » ou communément nommé le « Fort d'en haut ». Quant au « Lower Martinière » situé sur la plage, il fut construit en 1910. Ce dernier était plus petit que son grand frère du haut de la pointe. Ces deux forts seront en fonction pendant la Première et la Seconde Guerre mondiale.
La région de Québec souligne le tricentenaire de la fondation de la ville de Québec. L'édifice de style Second Empire situé 302, rue Saint-Joseph, dans le secteur Lauzon, est construit en 1875. Il est acheté en 1908 par l'ancienne municipalité du village de Lauzon. Il a abrité un salon funéraire et une banque. Il deviendra l'hôtel de ville de Lauzon de 1910 à 1975. Il est occupé actuellement par des organismes à but non lucratif.
Le 1er novembre 1908, à la suite de son détachement du territoire de Saint-Jean-Chrysostome, on opte pour la création de la paroisse de Sainte-Hélène-de-Breakeyville. L'origine de son nom rappelle celui d'Helen Henderson qui épousa John Breakey (1846-1911), un riche marchand de bois de la paroisse qui acheta une scierie à cet endroit en 1844. Breakey, également honoré par cette dénomination, et qui contribuera à identifier collectivement les citoyens, les Breakeyvillois, était le fils de Hans Denaston Breakey (1811-1860), fondateur de la compagnie John Breakey Reg'd qui, au cours de la seconde moitié du XIXe siècle, s'occupera de la coupe, de la drave et du sciage du bois dans tout le bassin de la Chaudière. John Breakey et son épouse se sont montrés particulièrement généreux à l'endroit de la paroisse et méritent, en récompense, la reconnaissance dénominative locale. L'histoire breakeyvilloise est marquée notamment par une inondation catastrophique de la rivière Chaudière en 1917. La pire de son histoire. Un embâcle causé par une accumulation de billots sur la rivière s'était formé à proximité de la municipalité.
Le 11 février 1909 commence la constitution de la municipalité de la paroisse de Sainte-Hélène-de-Breakeyville. Le 11 mars, le premier maire, Michel Bégin, et ses conseillers Philippe Hallé, Wilbrod Sirois, Pierre Lavertu, Louis Roberge, Antoine Bégin et Alexandre Dubois, sont élus.
Le village de Lauzon devient la ville de Lauzon le 3 novembre 1910. Le premier hôtel de ville sera situé au 302, rue Saint-Joseph, voisin du presbytère de la paroisse Saint-Joseph. Le premier maire élu de Lauzon était Télesphore Charland, un manufacturier bien connu à cette époque et fils d'un constructeur de grands navires. La présence du chantier maritime Davie et des industries lui donneront le titre de ville industrielle.
Le manège militaire de Lévis est construit en 1911 pour accueillir le quartier général de la milice de la Rive-Sud. Il sera occupé par le 17e Bataillon d'infanterie (né en 1862) qui deviendra par la suite le Régiment de Lévis en 1920. Ce dernier sera fusionné au Régiment de la Chaudière en 1954.
Le couvent des Sœurs de la Charité de Saint-Louis est construit dans la paroisse Saint-Antoine de Bienville. Il s'agit de la maison provinciale et c'est la maison de famille des Sœurs canadiennes. Elle a accueilli des centaines de novices et demeure le lieu de la rencontre pour célébrer de grands événements de Congrégation en Amérique.
L'érection canonique de la paroisse Saint-Antoine-de-Bienville a lieu le 25 août 1911, à la suite du détachement des paroisses de Notre-Dame-de-la-Victoire et Saint-Joseph-de-la-Pointe-de-Lévis.
En 1912 est constituée la municipalité de Saint-Nicolas-Sud puis en 1913 celle du village de Saint-Henri, constituée le 8 juillet 1913 par son détachement de la paroisse de Saint-Henri-de-Lauzon.
Louis-Nazaire Bégin est nommé cardinal en 1914.
La Vickers, Sons & Maxim s'est implantée à Montréal en 1911. Pendant la Première Guerre mondiale, la compagnie Davie construisit 424 navires (en particulier des dériveurs de bois, des chalutiers et des harenguiers).
La mission Saint-Rédempteur est fondée en 1915. Le 11 septembre 1916, la partie centrale pré-fabriquée du pont de Québec était en train d'être élevée pour être posée entre les deux sections rebâties. La partie centrale s'effondra pour couler dans le fleuve Saint-Laurent. L'effondrement tua treize travailleurs. La travée centrale repose toujours au fond du fleuve.
Lévis devient une cité le 16 mars 1916 et annexe les paroisses de Notre-Dame-de-la-Victoire et Villeray en décembre de cette même année. Le 1er août 1916, le cimetière de la paroisse Saint-Antoine de Bienville est béni. Auparavant, entre 1896 et 1916, ses paroissiens étaient inhumés dans le cimetière Mont-Marie (section Lévis). Il en est de même pour les résidents de la paroisse Christ-Roi (fondée en 1927), et de Sainte-Jeanne-d'Arc (fondée en 1929). Il semble que le quartier Desjardins fut érigé en partie à leur intention.
Le 8 février 1917, le cardinal Louis-Nazaire Bégin, archevêque de Québec, donne l'autorisation d'installer cette desserte par une lettre officielle. Cette installation est justifiée par la présence des entreprises et des familles à l'anse Tibbitts. La première messe est célébrée le 25 février dans une salle de l'hôtel Victoria, de la rue Saint-Laurent.
La construction du pont de Québec est finalement achevée en août 1917, au coût total de 25 millions de dollars. La St Lawrence Bridge Company, qui a procédé aux travaux, comptait au sein de ses employés, l'ingénieur allemand Joachim von Ribbentrop, futur ministre des Affaires étrangères d'Adolf Hitler sous le troisième Reich. Le 3 décembre 1917, le pont de Québec est ouvert au trafic ferroviaire après avoir été en construction durant presque deux décennies.
Du 17 au 19 juin ainsi que du 30 au 31 juillet, la rivière Chaudière cause d'importants débordements dus à l'accumulation de bois flottant appartenant à la Brown Corporation. Cette compagnie de coupe de bois sera poursuivie et elle fermera ses portes en 1922.
La cale sèche Champlain du chantier Davie de Lauzon est aménagée en 1918 et la compagnie Lévis Tramways Company remplace la Lévis County Railway Company. La cale sèche Champlain mesure 365 m de longueur. Elle sera un complément pour la cale sèche Lorne inaugurée en 1886.
La compagnie de tramway Lévis County Railway Company change de nom. À la suite de nouvelles difficultés de la compagnie Lévis County Railway Company, cela force la mise sur pied d’une nouvelle entreprise, la Lévis Tramways Company. Hugh E. Weyman sera le nouveau propriétaire.
L'abbé Georges Ouvrard est nommé premier desservant dominical de Sainte-Jeanne d'Arc en 1919. L'inauguration du pont a lieu le 22 août 1919, en présence du Prince Édouard de Galles (futur roi Édouard VIII qui règne du 20 février au 11 décembre 1936). La construction de l'église Sainte-Jeanne d'Arc débute.
Le 29 septembre, la compagnie J.B Renaud vend à l'Archevêché de Québec le lot #128 qui incluait son ancien entrepôt. La décision sera prise en octobre pour transformer l'entrepôt en église.
La constitution officielle de la municipalité du village de Saint-Rédempteur a lieu le 9 juin 1919. Elle s'était détachée auparavant de la paroisse de Saint-Étienne-de-Lauzon. L'événement canonique a lieu le 3 octobre 1919, à la suite du détachement de celle de Saint-Étienne-de-Lauzon. On nomme le premier curé résidant et ouvre officiellement les registres de la paroisse Saint-Rédempteur. La paroisse de (Très-)Saint-Rédempteur, auparavant mission depuis 1915, donne son nom à la municipalité de village officiellement créée la même année, par suite de son détachement de la municipalité de la paroisse de Saint-Étienne-de-Lauzon. L'appellation retenue, figurant parfois sous la forme de Très-Saint-Rédempteur dans des textes anciens, fait allusion à l'un des titres les plus prestigieux du Christ, le Sauveur de l'humanité. On relève aussi parfois la forme Saint-Rédempteur-de-Lévis, laquelle identifie le bureau de poste depuis 1966. Anciennement, cet endroit répondait au nom village Saint-Denis, dénomination tirée de celle d'une concession que l'on retrouvait sur la rive gauche de la Beaurivage et qui apparaît sur un plan de la seigneurie de Lauzon en 1828 sous la forme Saint-Denis.
Les employés de la Davie Ship Building de Lauzon font grève. L'armée est appelée à intervenir pour calmer les grévistes.
En difficultés financières le chantier maritime Davie de Lauzon est acheté par Canada Steamship Lines (associée à Vickers) en 1920 ; la nouvelle compagnie propriétaire prend le nom « chantier maritime George T. Davie Limited ».
La remise des tramways de la rue Fraser à Lévis est victime d'une incendie en 1921. Presque tout son contenu est la proie des flammes.
Le village de Rivière-Boyer sera constitué le 25 janvier 1922. La cloche de l'église Sainte-Jeanne d'Arc sera bénit par Célestin Lemieux, supérieur du Collège de Lévis, le 24 septembre. L'événement attira une foule nombreuse.
La Rive-Sud de Québec devient populeuse dès 1923. La paroisse Notre-Dame-de-la-Victoire-de-Lévis contient 10 500 résidents, 4 160 à Saint-Joseph-de-la-Pointe-de-Lévy, 3 293 à Saint-Romuald-d'Etchemin, 2 817 à Saint-Antoine-de-Bienville, 2 368 à Notre-Dame-du-Perpétuel-Secours-de-Charny, 1 900 à Saint-David-de-l'Aube-Rivière, 1 475 à Saint-Nicolas, 1 075 à Saint-Jean-Chrysostome, 980 à Sainte-Hélène-de-Breakeyville, 775 à Saint-Louis-de-Pintendre, 668 à Saint-Étienne-de-Lauzon, 590 à Saint-Rédempteur, 554 à Sainte-Jeanne-d'Arc.
Le Club de Golf Lévis est fondé en 1923. À cette époque, les hauteurs en question appartenaient au département de la Défense nationale. Le Club de Golf y loue son terrain jusqu’en 1948, année où il achète 153 acres pour 3,725 $. Le terrain de golf jouxtait le fort no 2, aujourd’hui remplacé par des immeubles du Mouvement Desjardins en 1965. Jusqu’en 1934, le Club de Golf Lévis est une association privée non incorporée. En 1925, la famille Breakey (connue pour sa présence à Breakyville) fait construire à ses frais le premier chalet. Deux membres de cette famille figurent parmi les fondateurs du Club. Parmi les pionniers, on trouve aussi Hugh E. Weyman, propriétaire de la Levis Tramways Company. Pendant longtemps le club de golf a pu profiter de la générosité de cet homme d'affaires. À l’origine, le terrain comportait neuf trous, pour une normale de 36. La conception avait été faite par Weyman lui-même : excellent golfeur, celui-ci avait fréquenté les parcours écossais et ceux de la région de Québec. Il a produit à Lévis une œuvre durable. L’architecture originale est restée intacte jusqu’au début des années soixante. Le parcours actuel de dix-huit trous, basé sur les plans de Howard Watson, est construit petit à petit à compter de 1958 et fut inauguré en 1965. La normale est de 72.
L'annexion de la municipalité de village de Bienville avec la ville de Lauzon a lieu le 8 février 1924 par l'autorité du Gouverneur général du Canada. La municipalité de la paroisse de Notre-Dame-du-Perpétuel-Secours-de-Charny devient un village et elle adopte le nom village de Charny en 1924.
La future paroisse Christ-Roi devient la desserte de Villemay. Le tout est officialisé par le cardinal Raymond-Marie Rouleau le 7 août 1927. Une chapelle sera aménagée dans l'école de la rue Saint-Édouard où la première messe sera dite le 3 octobre. L'abbé Charles Rodrigue, premier curé de la paroisse, sera en poste jusqu'en mars 1951. Le contrat du soubassement de l'église sera accordé le 7 mai 1928.
En 1929, le gouvernement provincial donne l'autorisation pour l'enseignement de cours pratiques du soir dans le local de l'Union nationale ouvrière situé au 12, rue Sainte-Catherine. Les cours offerts sont en ajustage-mécanique, en menuiserie et en dessin-mécanique. L'école est détruite par incendie le 13 février 1942 et elle est relocalisée sur la rue Philippe-Boucher, dans le bâtiment de l'actuelle école secondaire Guillaume-Couture. Une maison privée occupe le terrain de cette ancienne école de la rue Sainte-Catherine.
Le capitaine Bernier meurt à Lévis en 1934. Né à L'Islet en 1852, Joseph-Elzéar Bernier était un navigateur qui a obtenu une renommée mondiale. Il devint capitaine à l'âge de 17 ans. Après 25 ans de voyages outre-mer, il devient gouverneur de la prison de Québec, ce qui lui laisse du temps pour planifier des expéditions polaires. De 1904 à 1911, à bord du vaisseau Arctic du gouvernement, il dirigera des expéditions vers l'Arctique de l'Est. Au cours de ses 60 ans de carrière, il traversa l'Atlantique 269 fois et il commanda près de 100 navires avant de s'aventurer dans les eaux à peine connues du Grand Nord. En 1909, il revendique officiellement l'archipel de l'Arctique, au nom du Canada, en dévoilant une plaque sur l'île Melville. Il a affirmé la souveraineté canadienne sur les territoires arctiques. Joseph-Elzéar Bernier habitait sur la rue Fraser et il est décédé le 24 décembre 1934 d'une crise cardiaque. Il fut enterré au cimetière Mont-Marie de Lévis (secteur Lauzon). Sa résidence fut démolie et elle se trouvait près de la maison natale du comédien Marcel Leboeuf. D'ici 2011, une statue sera érigée en son honneur dans le secteur de la traverse Lévis-Québec, sur l'emplacement de l'ancienne compagnie DON-BAR.
Le 12 juin 1939, le roi George VI et la reine Élisabeth font un court arrêt à la gare de Lévis dû à un horaire chargé. La plaque est dévoilée à la gare et non à la terrasse.
Entre 1939 et 1945, 35 navires de guerre seront construits au chantier Davie de Lauzon.
Le cardinal Jean-Marie-Rodrigue Villeneuve décréte l'érection canonique le 8 avril 1943 de la paroisse Sainte-Bernadette Soubirous. On procède aussi à l'installation de batteries anti-aériennes, lors de la Conférence de Québec en 1943 et 1944. Ces conférences réunissaient Winston Churchill et Franklin Delano Roosevelt et les chefs militaires des forces alliées.
La chapelle de la paroisse Sainte-Bernadette est construite en 1944. Elle sera utilisée jusqu'en 1959, avant la construction de l'église actuelle. Le Juvénat Notre-Dame-du-Saint-Laurent est fondé à Saint-Romuald par les Frères de l'Instruction chrétienne. Cette institution est privée. Le Juvénat sera réservé aux garçons et en 1991, l'école devient mixte.
Le 19 août, on procède à l'élargissement de la rue Saint-Joseph à Lauzon et le 24 novembre 1946, les tramways utilisés à Lévis et Lauzon depuis 1902 sont remplacés par des autobus. La Lévis Tramways Company devient la Lévis Transport Company.
On souligne le 300e anniversaire de l'arrivée de Guillaume Couture, premier colon à la Pointe-Lévy. L'événement sera présenté du 21 au 26 juin. Les activités de cette fête ont été filmées en couleur. Le film présente notamment un mariage collectif de Couture dans le terrain du Collège de Lauzon (école Saint-Joseph), ainsi qu'une immense parade de la Saint-Jean-Baptiste. Le trajet a commencé sur le terrain de l'église de Saint-Romuald en direction de Lauzon, jusqu'à la paroisse Sainte Bernadette-Soubirous pour se terminer sur le terrain de l'église Saint-Joseph de Lauzon. Il s'agit de la plus grosse parade dans l'histoire de la Rive-Sud de Québec. Une scène grandiose fut construite par le chantier Davie dans la cour du Collège de Lauzon. Un monument en hommage à Guillaume Couture fut inauguré à cette occasion sur le terrain du presbytère de Lauzon (il fut déménagé dans une placette en 1996, à quelques mètres de distance, lors de la vente du presbytère.).
Avec la hausse des employés du chantier Davie et l'arrivée des nouvelles familles à la suite de la fin de la Seconde Guerre mondiale, il était nécessaire de penser à agrandir l'église de la première paroisse de la Rive-Sud de Québec. Le cardinal Jean-Marie-Rodrigue Villeneuve en fit la constatation lors de sa visite en 1946 : « Il y a lieu de se préparer à l'agrandir! ». La manière la plus appropriée fut de procéder à un allongement de 64 pieds vers l'ouest par la nef tout en conservant l'architecture de 1830. Les travaux furent réalisés en 1950 pour aboutir à l'édifice actuel. Les jubés situés dans le transept furent enlevés. Une fosse fut creusée devant la façade pour faire tomber le vieux clocher de 1830 à l'aide d'un camion. On peut distinguer la couleur des pierres de 1830 et de 1950 sur la partie centrale de l'église.
Le 13 novembre 1950, un lévisien, Charles-Eugène Gagnon est tué dans l'écrasement d'un avion sur le mont Obiou en France. L'avion nommé « Le Pèlerin Canadien », de la compagnie Curtiss-Reid Aircraft Ltd. (Canada), s’écrase sur l'Obiou, situé dans les Alpes françaises et fait 58 morts.
Le 19 décembre 1951, le statut municipal de la Ville de Lauzon est modifié pour devenir la Cité de Lauzon.
L'église Christ-Roi est inaugurée en présence de Charles-Omer Garant le 26 août 1954.
Le 27 octobre 1955 vers 21 h30, le chantier maritime Davie Shipbuildings co. de Lauzon est rasé par un feu visible jusqu'à Saint-Henri-de-Lévis qui causa pour 2 millions de dollars de dommages. Plus de 1 000 employés de la Davie Shipbuilding co. seront privés d'ouvrage par cette catastrophe qui, en plus de faire des dégâts considérables dans les chantiers, a détruit aussi trois maisons avoisinantes de la rue Saint-Joseph. Il faudra huit heures d'efforts acharnés aux pompiers de Lauzon pour finalement maîtriser les flammes. Ils auront l'aide des pompiers de plusieurs municipalités (Lévis, Saint-David-de-l'Auberivière, Saint-Romuald, Québec), ainsi que des bateaux-pompes du port de Québec. Ce fut la pire catastrophe dans l'histoire du chantier maritime de Lauzon et de la Ville de Lauzon. L'incendie aurait été causé par un problème électrique. Une panne majeure est survenu vers 8:30 PM; soit une heure avant le début du sinistre.
La Ville de Lauzon devient la Cité de Lauzon en 1957 et en 1958 est construite l'église Sainte-Bernadette à Lauzon (le presbytère sera construit en 1960).
Un Incendie majeur de la compagnie P.T Légaré dans le Vieux-Lévis a lieu. Huit bâtiments, une industrie et trois postes de commerce seront détruits. Il y a aussi plusieurs blessés.
Lévis Transport Company devient Autobus Lévis, Inc. en 1960. L'année suivante, en novembre l'église de Saint-Nicolas est incendié. Quelques pièces sont sauvées de l'incendie dont le chemin de croix. L'église est reconstruite en 1962.
En 1962 est modifié le statut de municipalités sur la Rive-Sud. Saint-David-de-l'Auberivière, Saint-Nicolas et Saint-Romuald d'Etchemin obtiennent le statut de ville.
Le 5 avril 1964, l'imposant édifice de l'hospice Saint-Joseph de la Délivrance est presque entièrement détruit par le feu. Un incendie prend naissance dans le vestiaire des garçons vers 9 h 30 du matin près de la grande chapelle. Il y avait la messe dominicale à ce moment. Les vieillards et les orphelins ont été rapidement évacués et 500 orphelins trouvèrent refuge dans les foyers lévisiens. Le feu était si intense que les pompiers de Lévis ont demandé l'aide des pompiers de Lauzon, Québec et Sillery et la conflagration a duré pendant 17 heures. C'était le deuxième plus gros incendie dans l'histoire de Lévis après celui de la compagnie P.T. Légaré en 1958. Il n'y a eu aucun mort, mais uniquement deux blessés (le chef des pompiers de Lévis et son adjoint dont le commandement sera dirigé par la suite par le chef des pompiers de Sillery). L'institut a été fondé par Déziel et il fut construit en 1879, sous la direction des Sœurs de la Charité de Saint-Louis, sur un terrain qui appartenait à Georges Couture (épicier et deuxième maire de Lévis) et son frère Louis-Édouard (épicier et conseiller municipal). L'hospice fut reconstruit après l'incendie et il a changé de vocation en 1970 pour héberger des personnes âgées. Aujourd'hui il se nomme le Centre d'accueil Saint-Joseph et on retrouve également le Centre du Grand Littoral pour les gens en phase terminale. Le bâtiment et le terrain des religieuses ont été vendus au Mouvement Desjardins à la fin de l'été 2007.
Le 11 février 1965, un incendie détruit l'hôtel de ville de Lévis située au 8, rue Fraser dans le Vieux-Lévis. La cause de l'incendie est attribuée à des travaux effectués sur le bâtiment. Les pertes sont évaluées à 85 000,00 $ et un grand nombre d'archives historiques ont disparu dans l'incendie.
Les municipalités de Saint-Jean-Chrysostome, Charny, Saint-Télesphore et Saint-Romuald-d'Etchemin fusionnent pour former la cité de Saint-Romuald-d'Etchemin le 18 décembre 1965.
L'Hôtel de ville de Lévis est reconstruit en 1965-1966 au 795, côte du Passage (aujourd'hui le boulevard Alphonse-Desjardins). Il sera utilisé jusqu'en 2002.
Le cinéaste Gerald Potterton de l'Office national du film du Canada tourne un court métrage intitulé The Railrodder. Il s'agit de l'avant-dernier court métrage de l'acteur américain Buster Keaton (1895-1966) qui raconte l'histoire d'un individu de Londres qui arrive au Canada à la nage et qui traverse le pays d’est en ouest à bord d’une draisine.
Le bureau de poste Chaudière-Station prend le nom de Bureau de poste de Saint-Rédempteur-de-Lévis en 1966.
La municipalité de Saint-Nicolas-Sud adopte le nom de Bernières en 1968.
La Canada Steamship Lines achète le chantier Little Davie de Lauzon et fusionne avec le chantier de George T. Davie Limited. La Canada Steamship Lines passe ensuite aux mains de Power Corporation.
Le 15 mars 1969 est confirmé le statut et le toponyme de la Cité de Lauzon qui demeure la Cité de Lauzon. L'inauguration du Cégep a lieu le 7 mai 1969.
Le 17 mars 1970, on procède au lancement du pétrolier Kriti Wave à la Davie Shipyard. Il s'agissait du plus gros navire construit au Canada à cette époque.
La raffinerie Golden Eagle (aujourd'hui Ultramar) est inaugurée à Saint-Romuald en 1971. En 1972 est fondée la Corporation du cimetière Mont-Marie et le 22 mars 1975 la Caisse de financement de Lévis.
Le Cégep déménage à son emplacement actuel situé sur la rue Mgr Bourget. L'ancienne bâtisse du Cégep est occupée par l'École Secondaire Guillaume-Couture.
La Canada Steamship Lines vend le chantier naval Davie à Louis Rochette de la compagnie Soconav en 1976.
Le transport en commun est municipalisé à Lévis en 1979. Dans le cadre du 125e anniversaire de la fondation de Saint-Romuald, des citoyen(ne)s participent à l'enregistrement de l'émission Soirée Canadienne, à la station CHLT-TV du Réseau TVA à Sherbrooke. Parmi ces gens, on compte les Gagné, une famille de Saint-Romuald reconnue pour son talent musical et folklorique.
Le 30 août 1980, le statut de la Cité de Lauzon est modifié pour redevenir la Ville de Lauzon.
Le chantier naval n'emploie plus que 200 travailleurs en 1981 et il passe aux mains de Dome Petroleum-Versatile. La cité de Saint-Romuald-d'Etchemin devient la ville de Saint-Romuald en 1982 et Saint-Étienne-de-Lauzon obtient le titre de ville.
Le centre spécialisé en robotique affilié au Cégep de Lévis-Lauzon est fondé en 1984 et l'Aréna de Lauzon est nommé en l'honneur d'André Lacroix (premier joueur de la LNH et de l'AMH originaire de Lauzon).
La Dome Petroleum, propriétaire de la Davie Shipbuilding de Lauzon fait faillite en 1985. La Davie Shipbuilding sera récupérée par la compagnie Versatile de Vancouver, propriétaire du chantier naval de la compagnie Vickers de Montréal.
Saint-Louis-de-Pintendre modifie son nom pour devenir Ville de Pintendre en 1986. La Société générale de financement devient propriétaire en 1987 du chantier naval de la Davie Shipbuilding de Lauzon et de la compagnie Vickers de Montréal. Le chantier maritime Davie Shipbuilding de Lauzon change de nom pour devenir Les Industries Davie inc.
Le 1er septembre 1989, la ville de Lévis procède à une fusion municipale avec la ville de Lauzon. La nouvelle ville portera le nom de Ville de Lévis-Lauzon jusqu'en 1991.
Le 1er août 1990, la ville de Lévis-Lauzon fusionne avec la ville de Saint-David-de-l'Auberivière.
Le recensement des villes de la Rive-Sud de Québec en 1990 donne :
- Lévis-Lauzon : 31 930 habitants
- Saint-Romuald : 9 953
- Charny : 9 123
- Saint-Jean-Chrysostome : 8 797
- Saint-Nicolas : 6 123
- Bernières : 6 110
- Saint-Étienne-de-Lauzon : 5 785
- Saint-Rédempteur : 5 033
- Pintendre : 4 001
- Saint-Lambert-de-Lauzon : 3 611
- Sainte-Hélène-de-Breakeyville : 2 385.

À l'automne 1990, un référendum a lieu à la ville de Lévis-Lauzon pour lui donner un nouveau nom à la suite de la fusion municipale avec Saint-David-de-l'Auberivière. La nouvelle ville reprit le nom Lévis. Le tout fut officialisé le 22 février 1991 par le ministère des Affaires municipales du Québec.
Les gouvernements provincial et fédéral injectent 300 millions de dollars $ pour sauver Les Industries Davies inc. La Corporation du cimetière Mont-Marie fait ériger pour la première fois deux mausolées-columbariums dans les secteurs de Lévis et de Saint-Romuald.
La Corporation intermunicipale de transport de la Rive-Sud de Québec (CITRSQ) devient en 1993 le Réseau Trans-Sud. La fusion des municipalités de Bernières et Saint-Nicolas a lieu le 21 septembre 1994.
Le gouvernement du Québec verse 25 millions de dollars pour compenser le piètre état du chantier maritime Davie, puis cède le chantier naval de Lauzon pour la somme d’un dollar à la Compagnie Dominion Bridge de Lachine. Il élimine le Groupe Verreault des Méchins. La Société de développement industriel du Québec injecte 15 des 60 millions de dollars nécessaires à la compagnie Dominion Bridge pour moderniser le chantier, afin de le rendre propice à la construction de plates-formes de forage et de puits de pétrole marin.
Le 24 août 1996, la municipalité de Bernières-Saint-Nicolas reprend l'ancien nom de Saint-Nicolas.
La ville de Lévis est l'hôte en 1997 de l'édition d'hiver des Jeux du Québec pour la MRC des Chutes-de-la-Chaudière.
Jean Garon (ancien député et ministre du Parti québécois) est élu à la mairie de Lévis le 1er novembre 1998 et réélu le 4 novembre 2001 lors de la nouvelle fusion municipale. Il est battu en novembre 2005 par Danielle Roy-Marinelli.
Vincent-F. Chagnon meurt en 1999 à l'âge de 83 ans et 1 mois. Né à Saint-Hyacinthe, le 13 décembre 1915, il fut maire de Lévis de 1966 à 1990 et préfet de la MRC Desjardins de 1982 à 1990. Il fut élu député libéral au provincial dans la circonscription de Lévis en 1973 et défait par Jean Garon en 1976. En 1963, il fonda la commission scolaire régionale Louis-Fréchette (renommée la Commission scolaire des Navigateurs) et il fut président de cette commission scolaire jusqu'en 1968. Le centre commercial Les Galeries Chagnon, construit au début des années 1970, fut nommé en son honneur. Il est décédé à Lévis, le 15 janvier 1999. Il siégea pendant 24 ans, à titre de maire, détenant ainsi le record de longévité à la mairie de Lévis.

## XXIesiècle: fusions municipales
Le 4 novembre, Jean Garon est élu à titre de premier maire de la ville de Lévis.
Le 1er janvier 2002, neuf villes sont fusionnées avec Lévis par le gouvernement provincial. Il s'agit de Charny, Pintendre, Sainte-Hélène-de-Breakeyville, Saint-Étienne-de-Lauzon, Saint-Jean-Chrysostome, Saint-Joseph-de-Lévis, Saint-Nicolas, Saint-Rédempteur et Saint-Romuald.
L'ancien Hôtel de ville de la côte du Passage devient le bureau de l'Arrondissement de Desjardins de la ville de Lévis. Le nouvel Hôtel de ville est déménagé au 2175, chemin du Fleuve dans le secteur de Saint-Romuald.
Lors de la fusion municipale, le Réseau Trans-Sud changea de nom pour devenir la Société de transport de Lévis.
Danielle Roy-Marinelli (ancienne mairesse de Saint-Jean Chrysostome) remporte les élections municipales de 2005 contre l'ancien ministre et député du Parti québécois Jean Garon.
La député/ministre libérale Carole Théberge est battue le 26 mars par Christian Lévesque de l'ADQ. Le député Marc Picard de l'ADQ est réélu dans la circonscription de Chutes-de-la-Chaudière.

## Patrimoine

### Patrimoine militaire
- le manège militaire de Lévis qui abrite le quartier général du Régiment de la Chaudière ainsi que le quartier général du 6e Régiment d'artillerie de campagne.
- le Fort de la Martinière situé devant Sainte-Pétronille de l'île d'Orléans
- le Fort Numéro-un
- les vestiges du Fort Numéro-trois (secteur Saint-David)
- le Fort Numéro-deux fut démoli au milieu des années 1960
- le Parc de la Paix (mémorial des anciens combattants), anciennement le terrain d'entraînement du camp militaire de Lauzon

### Patrimoine religieux
- l'église Saint-Joseph, la plus vieille église de Lévis construite en 1830 et agrandie en 1950, quartier du Vieux-Lauzon
- la chapelle Sainte-Anne construite en 1789
- la chapelle Saint-François-Xavier construite en 1822

### Patrimoine naturel
- le parc des Chutes-de-la-Chaudière, à l'ouest de Lévis